# Armoriale delle famiglie italiane (Gio-Giz)
Questo è l'armoriale delle famiglie italiane il cui cognome inizia con le lettere che vanno da Gio a Giz.

## Armi

### Gioa
| Stemma | Casato e blasonatura |
| ------ | --- |
|        | Gioannetti (Bologna) 5 losanghe di oro appuntate in fascia su rosso - aquila bicipite coronata su ambo le teste di nero su oro in capo - capo d'Angiò - trangla di oro (citato in LEOM) |

### Giob
| Stemma | Casato e blasonatura |
| ------ | --- |
|        | Gioberti (Barcellonetta, Cherasco) Di rosso, a tre gigli d'oro, 2, 1, accompagnati in punta da un giglio dello stesso, nascente (citato in (18)) |
|        | Gioberti (Nizzardo) D'azzurro, a tre scaglioni d'oro (citato in (18))                                                                            |

### Gioc
| Stemma | Casato e blasonatura |
| ------ | --- |
|        | Giocoli (Ferrara) Di rosso, alla stella di otto raggi: filiera dentata; il tutto d'oro (citato in Ferruccio Pasini-Frassoni, in Rivista del Collegio araldico, Roma 1925, p. 531) Notizie storiche in Nobili napoletani. |
|        | Giocoli (Sant'Arcangelo) Titolo: nobile di Sant'Arcangelo D'argento, alla fascia di rosso accompagnata in capo da una stella cometa del secondo alias d'argento, alla fascia di rosso accompagnata in capo da una stella cometa d'oro e in punta da un monte di tre cime di verde sormontato da tre stelle d'oro ad otto punte poste in fascia Notizie storiche in Nobili napoletani. |

### Gioe
| Stemma | Casato e blasonatura |
| ------ | --- |
|        | Gioeni (Messina, Catania) Titolo: nobili fusato d'argento e di rosso, col capo d'oro caricato di un leone nascente di nero (citato in (4) – Vol. III pag. 458, in (19), in Mango e in (25)) losangato di argento e di rosso - leone rampante nascente dalla partizione di nero su oro in capo (citato in LEOM) Notizie storiche in Famiglie nobili di Sicilia. |
|        | Gioeni (Sicilia) Titolo: barone di Castiglione, Noara; conte di Malta; marchese di Castiglione; duca d'Angiò; principe di Castiglione, Solanto, Scianto o Petrulla lozangato d'argento e di rosso, col capo cucito d'oro caricato da un leone nascente di nero (citato in (25)) Corona di principe Notizie storiche in Famiglie nobili di Sicilia.             |

### Giof
| Stemma | Casato e blasonatura |
| ------ | --- |
|        | Gioffredo o Gaufridi (Roccasterone) Titolo: conti (signori?) di San Giovanni d'Aurelia; baroni di Cainea; signori di Rocchetta del Varo; consignori di Entraunes Trinciato di rosso e d'argento Motto: Gaufrid (citato in (18)) |

### Giog
| Stemma | Casato e blasonatura                                       |
| ------ | ---------------------------------------------------------- |
|        | Giogo d'azzurro, al giogo d'oro (citato in (6) – pag. 134) |

### Gioi
| Stemma | Casato e blasonatura |
| ------ | --- |
|        | Gioia (Firenze) D'azzurro, inquartato da un filetto in croce d'oro: nel 1º e 4º all'uccello sorante d'argento sostenuto dalla montagna di tre cime dello stesso, con una zampa appoggiata a un cerchietto d'oro (oppure gru sorante d'argento, con la sua vigilanza d'oro) e tenente nel becco un ramoscello dello stesso, fiorito di un pezzo di rosso; nel 2º e 3º al leone leopardito d'oro, sostenuto dalla campagna obliqua destra, trinciata d'argento e di rosso (citato in (15)) |
|        | Gioia (Ceva) Fasciato di oro e di nero, alla banda di nero, carica di tre G gotici d'oro alias Fasciato di oro e di nero, alla banda d'azzurro, carica di tre G gotici d'oro (citato in (18)) |
|        | Gioia (Mondovì ?) D'oro, a quattro gigli di rosso, 2 e 2, con il capo d'azzurro, carico di un giglio, d'argento, accantonato da due stelle, del campo (citato in (18)) |
|        | Gioia (Cherasco) D'argento, allo scaglione di rosso, accompagnato in capo da due rose, dello stesso, in punta da un uccello (?), d'azzurro (?), con il capo d'azzurro, carico di tre stelle d'oro, ordinate in fascia (citato in (18)) |

### Giol
| Stemma | Casato e blasonatura |
| ------ | --- |
|        | Giolfini (Verona) piumettato di argento e moscato di nero - capo inchiavato di nero e di rosso (citato in LEOM) |
|        | Giolli Buonguadagni D'azzurro, al destrocherio di carnagione vestito di rosso, tenente un fascio di spighe al naturale e accompagnato nel cantone destro del capo da una stella a sei punte d'oro (citato in (15)) |

### Giom
| Stemma | Casato e blasonatura |
| ------ | --- |
|        | Giomi (Empoli, Firenze) D'azzurro, alla sbarra d'oro bordata di rosso, accompagnata da due stelle a otto punte d'oro, 1.1, e al capo cucito d'Angiò, abbassato sotto il capo di Santo Stefano alias D'azzurro, alla banda d'oro bordata di rosso, accompagnata da due stelle a otto punte d'oro, 1.1, e al capo cucito d'Angiò, abbassato sotto il capo di Santo Stefano (citato in (15)) |

### Gion
| Stemma | Casato e blasonatura |
| ------ | --- |
|        | Giona (Verona) ponte a 3 luci di argento posto in banda sopra un fiume al naturale sostenente - una volpe di rosso nell'atto di correre sul ponte tutto su rosso (citato in LEOM) |
|        | Gionferri o Giofferri (Ovada) Troncato, al 1° d'oro, all'aquila coronata, di nero, al 2° d'azzurro, a tre monti di verde (? cuciti?), addestrati da un sole e sinistrati da una stella (6), il tutto d'oro alias Troncato, al 1° di porpora, all'aquila con il volo abbassato di nero, rivoltata e coronata d'argento, al 2° d'azzurro, al monte di tre cime al naturale, sormontato a destra da un sole raggiante d'oro e a sinistra da una stella (6) dello stesso (citato in (18)) Troncato: nel 1° di porpora, all'aquila col volo abbassato di nero, rivoltata e coronata d'argento; nel 2° d'azzurro, al monte di tre cime al naturale, sormontato a destra da un sole raggiante d'oro e a sinistra da una stella di sei raggi dello stesso (citato in (31)) |
|        | Gioni (Firenze) Di verde, all'animale (orso o lepre) levato e rivolto d'argento, posto sul terreno al naturale, sinistrato da una lettera G maiuscola di nero (citato in (15)) |
|        | Gionti (Siena) D'oro, alla croce di rosso caricata di cinque conchiglie del campo, 1.3.1 (citato in (15)) |
|        | Gionti (Siena) Di..., alla banda di..., accompagnata da due rose di..., 1.1 (citato in (15)) |

### Giop
| Stemma | Casato e blasonatura |
| ------ | --- |
|        | Gioppi (Mantova, Ferrara) Titoli: nobile, conte partito: al 1º troncato: a) d'azzurro alla stella (7) d'argento; b) d'argento alla torre di rosso merlata alla guelfa, di 4 pezzi, finestrata e murata di nero, fondata sulla pianura erbosa al naturale; al 2º d'oro, al lupo di nero, rapace (citato in (4) – Vol. III pag. 460) stella (8 raggi) di argento su azzurro - torre di rosso merlata alla guelfa aperta e finestrata di nero su terrazzo al naturale su argento - lupo rampante di nero su oro (citato in LEOM) |
|        | Gioppi di Turkheim (Forlì, Roma) Titoli: nobile dei conti partito: 1º (di Gioppi) ripartito, al 1º troncato: a) d'azzurro alla stella (7) d'argento; b) alla torre di rosso merlata alla guelfa di 4 pezzi, finestrata e murata di nero, fondata sulla pianura erbosa al naturale; al 2º d'oro al lupo di nero, rapace; 2º (di Turkheim) inquartato: al 1º e 4º di rosso al leone d'oro; al 2º e 3º d'oro al guerriero in maestà e nascente con la busta alzata, la mano destra alzata ed armata di spada, la sinistra appoggiata al fianco; il tutto al naturale; sul tutto: d'azzurro, carico di tre stelle (6) d'oro (citato in (4) – Vol. III pag. 460) 3 stelle (6 raggi) di oro poste in fascia su scudetto di azzurro su - stella (8 raggi) di argento su azzurro - torre di rosso merlata alla guelfa aperta e finestrata di nero su terrazzo al naturale su argento - lupo rampante di nero su oro - leone rampante di oro su rosso - guerriero al naturale nascente dalla partizione in maestà spada in destra posta in palo su oro (citato in LEOM) |

### Gior
| Stemma | Casato e blasonatura |
| ------ | --- |
|        | Giordani d'azzurro, con tre bande increspate d'argento, ed il capo cucito d'azzurro, a tre G gotici d'oro (citato in (6) – pag. 138) |
|        | Giordani (Roma) d'azzurro al fiume di argento fluttuoso del campo scorrente sul terreno al naturale con uno scoglio dello stesso uscente dall'acqua e sostenente una colomba di argento rivoltata, con un ramoscello di olivo al naturale nel becco, accostata da tre stelle di sei raggi, una sopra e le altre ai fianchi, e sormontata da un rastrello di quattro pendenti framezzati da tre gigli, il tutto d'oro (citato in (4) – Vol. III pag. 461) scoglio al naturale uscente da fiume che scorre davanti al terrazzo di verde uscente dalla punta cimato da - colomba della pace rivolta al naturale - 3 stelle (6 raggi) di oro poste 1,2 sormontate da - lambello 4 gocce di oro alternate da 3 gigli dello stesso in alto tutto su azzurro (citato in LEOM) |
|        | Giordani (Venezia) Titoli: nobile d'argento alla torre merlata di due pezzi alla ghibellina, fondata sulla campagna, con un fiume che esce in sbarra dalla porta e scorre sulla campagna, il tutto al naturale (citato in (4) – Vol. III pag. 461) torre merlata di 2 pezzi alla ghibellina posta su terrazzo di verde solcato da un fiume posto in sbarra che esce dalla porta aperta della torre tutto al naturale su argento (citato in LEOM) |
|        | Giordani (Firenze, Prato) D'azzurro, alla testa di leone d'oro, lampassata di rosso (citato in (15)) |
|        | Giordani (Prato) Inquartato decussato d'oro e d'azzurro, a due bisanti del primo nei quarti del secondo, e al tortello d'azzurro attraversante in cuore; il tutto abbassato sotto il capo d'azzurro, caricato di una stella a sei punte d'oro (citato in (15)) |
|        | Giordani (Genova) interzato in banda, al 1° d'oro all'avvoltoio (aquila) di nero, al 2° d'azzurro, al serpente al naturale, ondeggiante in banda, al 3° di verde (citato in DAlena e in (18)) |
|        | Giordani (Cesena) (la blasonatura non è stata ancora caricata) (citato in BLCW) Immagine in Blasone Cesenate. |
|        | Giordani (Venezia) (FR) D'argent, à deux fasces de gueules (citato in JB Rietstap (archiviato dall'url originale il 7 febbraio 2021).) |
|        | Giordanino o De Giordani (Ivrea) D'argento, al fiume ondeggiante di verde, con il capo d'azzurro, carico di una mezzaluna crescente, pure d'argento (citato in (18)) |
|        | Giordanino o Giordani (Salussola) D'argento, al fiume ondeggiante di verde, con il capo d'azzurro, carico di una mezzaluna crescente, pure d'argento (citato in (18)) |
|        | Giordano (Napoli, Lettere) Titolo: nobili di Lettere d'azzurro al pino al naturale sulla campagna erbosa con due leoni d'oro controrampanti al medesimo, e con tre stelle d'argento male ordinate nel capo (citato in (4) – Vol. III pag. 462 e in (19)) albero di pino uscente da terrazzo di verde su azzurro affiancato da - 2 leoni controrampanti di oro su azzurro - 3 stelle (5 raggi) di argento poste 1,2 in alto su azzurro (citato in LEOM) |
|        | Giordano (Napoli, Trani) Titolo: duca, patrizio di Trani partito: nel 1º d'oro all'aquila di nero in atto di prendere il volo; nel 2º scaccato di un ordine d'argento e di verde accompagnato da due pali di rosso in campo di argento (citato in (4) – Vol. III pag. 462 e in (19)) aquila di nero sorante su oro - 3 pali di cui il centrale scaccato di argento e di verde (2file) e i laterali di rosso su argento (citato in LEOM) |
|        | Giordano (Sassari) partito: di azzurro al crescente d'argento e di rosso a tre trifogli del secondo; il tutto col capo di oro al leopardo di nero passante, armato e linguato di rosso (citato in (4) – Vol. III pag. 463) luna montante di argento su azzurro - 3 trifogli di argento posti in fascia su rosso - leopardo passante di nero su oro in capo (citato in LEOM) |
|        | Giordano (Oria, Manduria, Brindisi) Di azzurro all'albero di verde nodrito sopra un fiume d'argento accostato da due leoni di oro controrampanti ed accompagnati nel capo da tre stelle di oro, ordinate in fascia (citato in (4) – Vol. III pag. 462) D'azzurro ai tre anelli d'argento posti 2,1 (citato in (4) – Vol. III pag. 462) |
|        | Giordano (Foggia) (la blasonatura non è stata ancora caricata) (citato in DAlena) |
|        | Giordano (Cosenza) Troncato da una fascia centrata d'argento; il 1° di rosso a 2 oche d'argento affrontate; il 2° d'argento a 3 bande d'azzurro (citato in DAlena e in BLCL) |
|        | Giordano (Entracque) Titolo: conte di Clans; consignore di Borgo San Dalmazzo D'azzurro, alla banda d'argento, accompagnata in capo da una mezzaluna montante dello stesso (citato in (18) e in (27)) |
|        | Giordano (Nocera) Titolo: consignore di Chiusa Pesio Di rosso, alla banda composta di rosso e di oro, accostata in capo da due rose, d'argento, in punta da una fiamma d'argento, scorrente in banda (citato in (18) e in (27)) alias Partito, al 1° di rosso, alla banda composta di rosso e di oro, accostata in capo da due rose, d'argento, in punta da una fiamma d'argento, scorrente in banda, con il capo di Savoia, al 2° di Ceva (citato in (18)) alias D'azzurro, alla banda composta di rosso e di oro, accostata in capo da due rose, d'argento, in punta da una fiamma d'argento, scorrente in banda (riviera), con il capo di Savoia (citato in (18)) una banda composta di rosso e d'oro, accompagnata nella parte superiore da due rose d'argento, e in punta da una riviera; tutto in campo azzurro col capo rosso caricato dalla croce di Savoia (citato in (27)) Cimiero: un guerriero colla spada nuda e lo scudo di rosso, crociato d'argento Motto: Rebus ad cuneum praeclare gestis - Iordanes conversus est retrorsum                                                                |
|        | Giordano (Torino) Troncato, di rosso, alla stella d'oro, e d'argento, a tre fasce d'azzurro, ondate (citato in (18)) |
|        | Giordano o Giordani (Saluzzo) Inquartato, al 1° e 4° d'oro, all'aquila bicipite di nero, coronata di rosso, al 2° e 3° d'azzurro, a tre stelle d'oro, ordinate in fascia, sormontate da un fiume d'argento alias Inquartato, al 1° e 4° d'oro, all'aquila bicipite di nero, coronata del campo (?), al 2° e 3° d'azzurro, a tre stelle d'oro, ordinate in fascia, poste nella metà superiore della partizione e sovrastanti un fiume (d'argento?) posto nella metà inferiore Motto: Quod irrigo foecundo (citato in (18)) |
|        | Giordano o Giordani (Casale) D'azzurro, all'albero al naturale (?), accostato da due ali d'oro (?), uscenti dal tronco (citato in (18)) |
|        | Giordano (Siracusa, Messina) di rosso, all'albero d'oro, movente dalla punta, sostenuto da due leoni controrampanti dello stesso, affrontati al tronco (citato in Mango) Di rosso, con l'albero d'oro, sostenuto da due leoni del medesimo, affrontati al tronco (citato in (25)) alias (d'argento, a tre bande ondate d'azzurro, al lambello di tre gocce di rosso attraversante in capo) (citato in Mango) Notizie storiche in Famiglie nobili di Sicilia. |
|        | Giordano (Napoletano) spaccato, nel 1° d'oro all'aquila nera; nel 2° d'argento, due plinti verdi (posti in palo e disposti in sbarra ?) accompagnati da due pali rossi ai due lati (citato in (24)) Notizie storiche in Nobili napoletani. |
|        | Giordano delle Lanze (L'Aquila, San Benigno Canavese, Torino) Titolo: conti Di rosso, alla fascia ondata d'azzurro, accompagnata, sopra, da due rose, d'oro sotto, da tre lance moventi a ventaglio dalla punta, e ornate da un nastro pendente in due lembi, quelli della prima e seconda lancia verso destra, quello della terza verso sinistra, il tutto d'oro, con la bordura dello stesso (citato in (18)) fascia ondata di azzurro su rosso - 2 rose di oro su rosso in alto - 3 mezze lance uscenti dalla punta di oro poste a ventaglio su rosso - bordura di oro (citato in LEOM) Motto: In labore honor et virtus |
|        | Giordano di Oratino (Napoli) Titolo: duca d'Oratino d'azzurro a due alberi di verde nodriti sulla pianura erbosa, col capo di argento all'aquila bicipite di nero coronata all'antica su due teste ed all'imperiale fra le medesime, caricata, in petto da una croce patente, il tutto d'oro; il capo sostenuto da una divisa di rosso carica di tre stelle di oro (citato in (4) – Vol. III pag. 462 e in (19)) 2 alberi di verde nodriti su terrazzo dello stesso su azzurro - aquila bicipite di nero coronata su ambo le teste di oro sormontata da una corona reale dello stesso caricata in petto da una crocetta patente di oro tutto su argento in capo - 3 stelle (5 raggi) di oro poste su trangla di rosso (citato in LEOM) alias D'azzurro a 2 alberi nodriti di verde sulla pianura erbosa, col capo d'argento all'aquila bicipite di nero coronata all'antica sulle 2 teste ed all'imperiale fra le medesime, caricata in petto da una croce patente, il tutto d'oro, con una fascia di rosso carica di 3 stelle d'oro attraversante sulla partizione e sull'aquila del capo (citato in DAlena) |
|        | Giordano Lanza (Lucera, Belluno, Catanzaro, Napoli) Titolo: patrizio di Lucera di azzurro all'albero di verde nodrito sopra un fiume d'azzurro accostato da due leoni di oro controrampanti ed accompagnati nel capo da tre stelle di oro, ordinate in fascia (citato in (4) – Vol. III pag. 462) albero di verde uscente da fiume di azzurro accostato da - 2 leoni controrampanti di oro su azzurro - 3 stelle (5 raggi) di oro poste in fascia in alto su azzurro (citato in LEOM) |
|        | Giorello (Bra) D'azzurro, alla gru d'oro, con la sua vigilanza d'argento, accompagnata ai fianchi da due stelle d'oro, con il capo troncato, dentato di rosso e d'argento Motto: Ex pondere quies (citato in DAlena e in (18)) |
|        | Giorgi scaccato d'oro e d'azzurro |
|        | Giorgi scaccato d'oro e di azzurro di 16 pezzi col capo d'oro caricato di un'aquila di nero, coronata dello stesso Cimieri: un'aquila nascente di nero coronata dello stesso (citato in (4) – Vol. III pag. 466) |
|        | Giorgi o Georgi o De Giorgi (Bubbio, Asti) Titolo: conti di Bubbio, Castiglione Tinella Scaccato d'oro e d'azzurro, con il capo d'oro, carico di un'aquila coronata, di nero alias Scaccato d'azzurro e d'argento, con il capo d'oro, carico di un'aquila coronata, di nero, membrata, rostrata e linguata di rosso alias Scaccato d'argento e d'azzurro, con il capo d'oro, carico di un'aquila di nero, coronata del campo Motto: Nulla certior custodia (citato in (18)) |
|        | Giorgi troncato di oro all'aquila di nero e scaccato di oro e di azzurro (citato in (4) – Vol. II pag. 412) |
|        | Giorgi (Ragusa/Dubrovnik) palato d'argento e di rosso, alla fascia di rosso, bordata d'oro, attraversante sul palato e caricata di un corvo di nero, tenente col becco un anelletto d'oro, tra due gigli di nero; al capo d'argento, caricato di una croce di rosso (citato in (9)) (FR) Palé d'argent et de gueules, à la fasce de gueules, bordée d'or, brochant sur le palé et ch. d'un corbeau de sable, tenant en son bec un annelet d'or, entre deux fleurs-de-lis de sable, au chef d'argent, ch. d'une croix de gueules. Casque couronné. (citato in (10)) |
|        | Giorgi (Ragusa/Dubrovnik) di rosso, a tre bande d'argento, alla fascia d'oro, attraversante sul tutto, e caricata di un corvo di nero tenente col becco un serpente ondeggiante in palo di verde, tra due gigli d'azzurro; al capo d'argento, caricato di una croce di rosso (citato in (9)) (FR) De gueules, à trois bandes d'argent, à la fasce d'or, brochant sur le tout et ch. d'un corbeau de sable tenant en son bec un serpent ondoyant en pal de sinople, entre deux fleurs-de-lis d'azur, au chef d'argent, ch. d'une croix de gueules. Casque couronné. (citato in (10)) |
|        | Giorgi (Ragusa/Dubrovnik) di rosso, a tre bande d'argento, alla fascia d'oro, attraversante sul tutto, e caricata di una cicogna di nero tenente col becco un serpente ondeggiante dello stesso, tra due ferri d'alabarda pure di nero; al capo di rosso, caricato di una croce d'argento (citato in (9)) (FR) De gueules, à trois bandes d'argent, à la fasce d'or, ch. d'une cigogne de sable tenant en son bec un serpent ondoyant du même, entre deux fers de hallebarde aussi de sable, au chef de gueules, ch. d'une croix d'argent. (citato in (10)) |
|        | Giorgi (Bologna) partito d'argento e d'azzurro, al bove dall'uno all'altro, sostenuto da una terrazza di verde; al capo d'oro, attraversante sulla partizione e caricato di un'aquila di nero (FR) Parti d'argent et d'azur, au boeuf de l'un en l'autre, soutenu d'une terrasse de sinople, au chef d'or, brochant sur le parti et ch. d'une aigle de sable. (citato in (10)) |
|        | Giorgi (Ragusa/Dubrovnik) palato d'argento e di rosso (citato in (9)) (FR) Palé d'argent et de gueules. Casque couronné. (citato in (10)) |
|        | Giorgi palato d'argento e di rosso; al capo d'argento, caricato di una croce di rosso (FR) Palé d'argent et de gueules, au chef d'argent, ch. d'une croix de gueules. (citato in (10)) |
|        | Giorgi bandato d'argento e di rosso, alla fascia d'oro, attraversante sul bandato e caricata di un corvo di nero, tenente col becco un anelletto d'oro, tra due gigli d'azzurro; al capo d'argento, caricato di una croce di rosso (FR) Bandé d'argent et de gueules, à la fasce d'or, brochant sur le bandé et ch. d'un corbeau de sable, tenant en son bec un annelet d'or, entre deux fleurs-de-lis d'azur, au chef d'argent ch. d'une croix de gueules. Casque couronné. (citato in (10)) |
|        | Giorgi di azzurro alla fascia di argento caricata da una serpe ondeggiante al naturale, e accompagnata da tre stelle d'oro di sei raggi, due in capo ed una in punta (citato in (4) – Vol. III pag. 463) |
|        | Giorgi (Pesaro, Vicenza, Udine) partito: nel 1º di azzurro alla fascia di argento caricata da una serpe ondeggiante al naturale, e accompagnata da tre stelle d'oro di sei raggi, due in capo ed una in punta (Giorgi); nel 2º di azzurro al salice al naturale nodrito in un terreno di verde posto a sinistra e con i rami spiegati ad arco di cerchio; a destra un drago alato, seduto, rivoltato tenente con la zampa destra un ramo dello stesso albero, molto piegato; fra questo ramo e il tronco dell'albero la cifra Ag in lettere maiuscole di rosso (Ardizi) (citato in (4) – Vol. III pag. 463) serpente ondeggiante in fascia al naturale su fascia di argento su azzurro - 3 stelle (6 raggi) di oro poste 2,1 su azzurro - albero di salice al naturale su terrazzo di verde ripiegato a sinistra uno dei suoi rami afferrato da - un drago rivolto al naturale con le 2 anteriori su azzurro - tra l'albero e il drago il monogramma "AG" in lettere maiuscole di rosso su azzurro (citato in LEOM)                                                                                           |
|        | Giorgi (Volterra) di azzurro alla spiga di grano al naturale sulla campagna erbosa attraversata da un bue bianco al naturale riposante (citato in (4) – Vol. III pag. 465) bue sdraiato al naturale attraversante una spiga dello stesso reclinata a sinistra su terrazzo di verde su azzurro (citato in LEOM) |
|        | Giorgi d'azzurro al grido d'argento col motto: Virtus vincit, sostenuto dalla lancia da torneo in banda dello stesso (citato in (4) – Vol. III pag. 466) |
|        | Giorgi (Arezzo) D'azzurro, al monte di tre cime di rosso, infiammato dello stesso e sostenente sulla fiamma un drago aggruppato di verde, trafitto da un dardo rivolto in sbarra al naturale; con il capo di Santo Stefano (citato in (15)) |
|        | Giorgi o Giorgi del Lion d'Oro o Giorgi del Lion d'Oro della Scala (Firenze, Fiesole) D'azzurro, all'albero sradicato al naturale, e alla banda attraversante di rosso (citato in (15)) (DE) In Blau 1 naturfarbener Laubbaum, überdeckt von 1 mit 1 naturfarbenen Hochkreuz der Figur nach belegten roten Schrägbalken (citato in (28)) alias D'azzurro, all'albero sradicato al naturale, e alla fascia attraversante di rosso (citato in (15)) alias D'azzurro, all'albero sradicato al naturale, e alla sbarra attraversante di rosso (citato in (15)) alias D'argento, all'albero sradicato al naturale, e alla banda attraversante d'azzurro (citato in (15)) alias D'argento, all'albero al naturale, fruttifero d'oro, nodrito sul terreno al naturale e alla fascia attraversante di rosso (citato in (15)) |
|        | Giorgi (Firenze) Palato di sei pezzi d'argento e di rosso, alla fascia attraversante d'oro caricata di un uccello posato di..., accostato da due gigli di..., e al capo d'argento caricato della croce di rosso (capo del Popolo fiorentino ?) (citato in (15)) |
|        | Giorgi (Siena) Di..., al destrocherio di..., vestito di..., tenente in palo un pastorale di... (citato in (15)) |
|        | Giorgi (Siena) D'azzurro, al cane levriere rampante d'argento, collarinato d'oro, accompagnato nei cantoni del capo da due crocette d'argento (citato in (15)) |
|        | Giorgi (Volterra) D'azzurro, allo stelo cimato da una spiga ricadente a destra, nodrito sul terreno, e attraversato da un bue coricato sul terreno stesso, il tutto al naturale alias Di verde, allo stelo cimato da una spiga ricadente a destra, nodrito sul terreno, e attraversato da un bue coricato sul terreno stesso, il tutto al naturale (citato in (15)) |
|        | Giorgi (Cesena) (la blasonatura non è stata ancora caricata) (citato in BLCW) Immagine in Blasone Cesenate. |
|        | Giorgi Alberti (Porto San Giorgio, Roma) inquartato: nel 1º d'oro col S. Giorgio a cavallo che uccide il drago posto sul terreno al naturale; nel 2º d'azzurro alla quercia a radice tripartita sormontata da mezzaluna in argento; nel 3º d'argento a tre gigli d'oro ordinati; nel 4º d'azzurro alla croce d'argento caricata di 5 stelle di rosso a sei punte (citato in (4) – Vol. III pag. 464) San Giorgio a cavallo uccidente il drago al naturale su terrazzo di verde su oro - albero di quercia sradicato al naturale sormontato da - luna montante di argento tutto su azzurro - 3 gigli di oro posti in fascia su argento - 5 stelle (6 raggi) di rosso poste in croce su croce di argento su azzurro (citato in LEOM) |
|        | Giorgi Alberti (Porto San Giorgio, Roma) San Giorgio a cavallo che uccide il drago tutto al naturale su terrazzo di verde su oro - 3 gigli di oro posti in fascia su argento - 5 stelle (6 raggi) di rosso su croce di argento su azzurro (citato in LEOM) |
|        | Giorgi-Bona (Ragusa/Dubrovnik) partito: nel 1º sbarrato d'argento e di rosso, alla fascia d'oro, attraversante sul tutto e caricata di un corvo di nero, tenente col becco un anelletto d'oro, tra due gigli d'azzurro, al capo d'argento, caricato di una croce di rosso (Giorgi); nel 2º di rosso, alla scala d'oro, posta in sbarra, uscente dai cantoni, al quartier franco a sinistra d'oro, caricato di un'aquila di nero, rostrata e membrata di rosso (Bona) (citato in (9)) (FR) Parti: au 1, barré d'argent et de gueules, à la fasce d'or, brochant sur le tout et ch. d'un corbeau de sable, tenant en son bec un annelet d'or, entre deux fleurs-de-lis d'azur, au chef d'argent, ch. d'une croix de gueules (Giorgi); au 2, de gueules, à une échelle d'or, posée en barre, aboutissant dans les cantons, au franc-quartier senestre d'or, ch. d'une aigle de sable, becquée et membrée de gueules (Bona). (citato in (10)) |
|        | Giorgi Costa (Roma, Pizzoli (L'Aquila), Vigevano) partito: 1º d'azzurro al grido d'argento col motto: Virtus vincit, sostenuto dalla lancia da torneo in banda dello stesso (Giorgi); 2º trinciato di rosso e d'oro col capo d'azzurro carico dell'aquila di nero coronata d'oro e rivoltata (Costa) (citato in (4) – Vol. III pag. 466 e in DAlena) lancia posta in banda reggente un nastro di argento caricato del motto in lettere maiuscole di nero "VIRTUS VINCIT" su azzurro - trinciato di rosso e di oro - aquila di nero rivolta coronata di oro su azzurro in capo (citato in LEOM) Motto: Virtus vincit |
|        | Giorgi del Lion d'Oro (Firenze) D'azzurro, all'albero sradicato al naturale, e alla banda diminuita attraversante di rosso, caricata di una crocetta d'argento (citato in (15)) |
|        | Giorgi delle Stelle (Firenze) D'azzurro, all'albero sradicato al naturale accostato da due stelle a sei punte d'oro, e alla fascia diminuita attraversante di rosso, caricata di una crocetta pure d'oro (citato in (15)) |
|        | Giorgi de Pons (Firenze) d'argento al pino sradicato al naturale, fruttato d'oro, alla sbarra abbassata in divisa di rosso attraversante (citato in (4) – Vol. III pag. 466) sbarra di rosso su - albero di pino sradicato al naturale fruttato di oro su argento (citato in LEOM) |
|        | Giorgi di Vistarino (Pavia) inquartato: nel 1º e 4º scaccato d'oro e di azzurro di 16 pezzi col capo d'oro caricato di un'aquila di nero, coronata dello stesso (Giorgi); nel 2º e 3º di rosso e tre leoni leoparditi di oro coronati dello stesso, l'uno sull'altro (Bellingeri) (citato in (4) – Vol. III pag. 466) scaccato di oro e di azzurro - aquila coronata di nero su oro in capo - 3 leoni passanti posti un sull'altro di oro coronati dello stesso su rosso (citato in LEOM) Cimieri: 1º un'aquila nascente di nero coronata dello stesso (Giorgi); 2º un leone nascente d'oro, coronato dello stesso, tenente con la destra una spada posta in sbarra e con la sinistra un liustello d'argento col Motto: Virtute duce comite fortuna (Bellingeri) |
|        | Giorgini (Macerata) di azzurro alla fascia di argento accompagnata in capo da un'aquila di nero coronata d'oro con ali spiegate, rivoltata e posata sulla fascia medesima; l'aquila è accostata da tre gigli d'oro male ordinati; in punta da un monte di tre cime di argento all'italiana e ristretto (citato in (4) – Vol. III pag. 468) fascia di argento su azzurro - aquila di nero rivolta coronata di oro posante sulla fascia accompagnata da - 3 gigli di oro posti 1,2 su azzurro - monte a 3 cime di argento in basso su azzurro (citato in LEOM) |
|        | Giorgini (Firenze) D'argento, al capro saliente di rosso (citato in (15)) |
|        | Giorgini (Lucca, Massa Carrara) Partito: nel 1º d'oro, alla torre fondata sul terreno e accostata alla base da due piante di rosaio fiorite e fogliate, il tutto al naturale; nel 2º troncato in scaglione d'azzurro e di rosso, a tre stelle a otto punte d'oro, 1.2, nel primo, e al destrocherio di carnagione tenente in palo una freccia d'argento nel secondo; con lo scaglione d'oro passato sulla troncatura (citato in (15)) torre al naturale aperta e finestrata di nero su 3 monti ristretti di argento uscenti dalla punta affiancata da 2 rose di rosso stelate e fogliate di verde su oro - scaglione di oro su troncato in scaglione di azzurro e di rosso - 3 stelle (5 raggi) di oro poste 1,2 su azzurro - braccio destro uscente da destra di carnagione afferrante freccia di argento in palo punta in alto su rosso (citato in LEOM) |
|        | Giorgi Pierfranceschi (Mondavio, Pesaro) di azzurro al S. Giorgio a cavallo di argento uccidente con la lancia il drago di verde posto supino sotto le gambe del cavallo (citato in (4) – Vol. III pag. 465) San Giorgio a cavallo uccidente il drago tutto al naturale su azzurro (citato in LEOM) |
|        | Giorgis o Georgis (Viù, Lemie, Torino) Scaccato d'azzurro e d'oro, con il capo d'oro, carico di un'aquila coronata, di nero Motto: Nulla certior custodia (citato in (18)) |
|        | Giori (Roma) d'argento, al monte di tre cime di verde uscente dalla punta (Immagine nell' Archivio Storico Capitolino (PDF) (archiviato dall'url originale il 4 marzo 2016).) |

### Gios
| Stemma | Casato e blasonatura |
| ------ | --- |
|        | Gioseppi (Toscana) (DE) In Rot 1 silberner Adler, überdeckt von 1 mit goldenen Lilien besäten blauen Pfahl (citato in (28))                         |
|        | Giossani (Cremona) d'argento al giglio d'azzurro (citato in BLCR) Immagine in Blasonario Cremonese (archiviato dall'url originale il 5 marzo 2017). |

### Giot
| Stemma | Casato e blasonatura |
| ------ | --- |
|        | Giotti (Firenze) D'argento, a quattro catene di nero moventi dai quattro angoli dello scudo, riunite in cuore per un anello dello stesso alias D'azzurro, al leone sedente d'oro (citato in (15)) |
|        | Giotti (Firenze) Di..., al leone di... (citato in (15)) |

### Giov
| Stemma | Casato e blasonatura |
| ------ | --- |
|        | Giovacchini e Giovacchini Rosati (Firenze, Pistoia) partito: al primo di azzurro al leopardo al naturale tenente nella branca destra una falce e fasciato ai fianchi da una cintura di ferro; al secondo, d'argento, al pino al naturale sovrapposto ad un castello di rosso merlato di due pezzi coperti, sormontati da due galli affrontati; il castello chiuso di nero e il pino sinistrato da un leone controrampante al naturale, il tutto sormontato da un capo d'azzurro (citato in (4) – Vol. III, pag. 469) leopardo rampante al naturale fasciato di argento tenente nella zampa destra anteriore una falce di argento su azzurro - albero di pino al naturale uscente dalla punta sovrapposto ad - un castello di rosso a 2 torri cimate da - 2 galli affrontati al naturale su argento - il pino affiancato a destra da un leone rampante al naturale tutto su argento - azzurro pieno in capo (citato in LEOM) |
|        | Giovacchini da Firenzuola (Pistoia, Firenze) Partito: nel 1º d'azzurro, alla pantera al naturale riguardante e tenente una falce d'argento manicata di rosso; nel 2º d'argento, al castello turrito di due pezzi di rosso, cimati da due galli affrontati d'oro, e all'albero attraversante al naturale, nodrito sulla campagna di verde, sinistrato da un leone d'oro e abbassato sotto il capo d'azzurro alias Partito: nel 1º d'azzurro, alla pantera al naturale riguardante e tenente una falce d'argento manicata di rosso; nel 2º d'argento, al vaso biansato d'oro sostenente tre rami di rosaio di verde, fioriti di rosso, e al capo d'azzurro caricato di tre stelle a otto punte d'oro alias D'argento, alla pantera al naturale, cinghiata d'oro, riguardante e tenente una falce d'argento (citato in (15)) |
|        | Giovacchini (Firenzuola) (DE) Gespalten: Vorne in Blau 1 natürlicher hersehender goldener Leopard, 1 rotgegriffte silberne Sichel haltend, hinten in Silber 1 zweitürmige rote Burg mit schwarz-silbernem Tor, 1 grünen Schildfuß besetzend, überdeckt von 1 1 naturfarbenen Laubbaum besteigenden goldenen Löwen und auf den Türmen besetzt mit 2 einwärtsgekehrten rotkehligen und rotbekammten goldenen Hähnen (citato in (28)) |
|        | Giovagnoli (Sansepolcro, Firenze) Troncato: nel 1º d'oro, all'aquila dal volo abbassato di nero, coronata del campo; nel 2º sbarrato di sei pezzi di rosso e d'oro; con la fascia d'azzurro passata sulla troncatura, caricata di tre gigli d'oro alias Troncato: nel 1º d'oro, all'aquila dal volo abbassato di nero, coronata del campo; nel 2º d'oro, a tre sbarre di rosso; con la fascia d'azzurro passata sulla troncatura, caricata di tre gigli d'oro alias Troncato: nel 1º d'oro, all'aquila dal volo spiegato di nero, coronata del campo; nel 2º sbarrato di sei pezzi di rosso e d'oro; con la fascia d'azzurro passata sulla troncatura, caricata di tre gigli d'oro alias Troncato: nel 1º d'oro, all'aquila dal volo spiegato di nero, coronata del campo; nel 2º d'oro, a tre sbarre di rosso; con la fascia d'azzurro passata sulla troncatura, caricata di tre gigli d'oro alias Sbarrato di sei pezzi di rosso e d'oro; con il capo dell'Impero sostenuto da una divisa in fascia d'azzurro, caricata di tre gigli d'oro (citato in (15)) |
|        | Giovagnoli o Giovagnoli della Scala (Toscana) (DE) Durch 1 mit 3 achtstrahligen Sternen belegten erniedrigten Schräglinksbalken erniedrigt schräglinksgeteilt: Oben in Gold 1 wachsender schwarzer Adler, überhöht von 1 silbernen Krone, unten in Gold 3 rote Schräglinksbalken (citato in (28)) |
|        | Giovane (Tropea) (LA) campum ceruleum barram argenteam cum tribus stellis subter Pinum cum duobus Leonibus rampantibus (citato in BLCL) Notizie storiche in Tropea Magazine. |
|        | Giovanelli e Giovanelli de' Noris (Bergamo, Roma, Milano) inquartato alla croce patente di argento: nel 1º e 4º di oro, all'aquila di nero, membrata, imbeccata e coronata di rosso; nel 2º e 3º di azzurro, alla nave d'argento, velata dello stesso, con due remiganti dentro, sopra una sponda di verde (citato in (4) – Vol. III pag. 469) croce patente di argento su inquartato di oro e di azzurro - aquila di nero coronata di rosso su oro - nave di argento velata dello stesso con 2 remiganti dentro al naturale su mare di verde su azzurro (citato in LEOM) alias inquartato: nel 1º e 4º d'oro all'aquila di nero linguata di rosso; nel 2º e 3º, di rosso alla nave d'oro velata d'argento con due naviganti dentro sopra il mare ondeggiante (citato in (4) – Vol. III pag. 469) aquila di nero coronata di oro su rosso - nave di oro velata di argento con 2 naviganti dentro al naturale su mare al naturale su oro (citato in LEOM) alias inquartato: nel 1º e 4º di rosso all'aquila di nero coronata d'oro; nel 2º e 3º d'oro alla nave velata d'argento con due naviganti dentro (citato in (4) – Vol. III pag. 469) aquila di nero su oro - nave di oro velata di argento con 2 naviganti dentro al naturale su mare ondeggiante di azzurro su rosso (citato in LEOM) alias inquartato: nel 1º e 4º d'oro all'aquila di nero, nel 2º e 3º d'azzurro alla nave d'argento velata dello stesso con due naviganti dentro posta sul mare ondeggiante, sul tutto una fascia rossa caricata di uno scudo d'argento all'aquila di nero (citato in (4) – Vol. III pag. 469) ancora di nero su scudetto di argento su - fascia di rosso su - aquila di nero su oro - nave di argento velata dello stesso con 2 naviganti dentro al naturale su mare ondeggiante su azzurro (citato in LEOM) |
|        | Giovanelli (Venezia, Roma) Titoli: principe d'azzurro alla navicella al naturale, sul mare d'argento, ondato d'azzurro, di un palo d'oro, guarnito d'argento con una sola vela con due giovanetti di carnagione, uscenti dalla navicella, affrontati con le mani appoggiate al palo, il tutto con la spezzatura d'oro (citato in (4) – Vol. III pag. 470) navicella al naturale con una sola vela latina di argento - 2 giovinetti di carnagione dentro la barca tenentesi all'albero maestro su mare al naturale su azzurro - bordura ridotta di oro pieno (citato in LEOM) Motto: In Deo spes mea |
|        | Giovanelli (Bolzano) Titoli: nobile e barone del S. R. I., coi predicati di Gerstburg e di Hörtenberg inquartato: al 1º e 4º di rosso ad un barco antico al naturale, colla vela d'argento gonfia verso destra e due giovanetti di carnagione tenenti l'albero del barco, natante su mare d'argento, ondato d'azzurro; al 2º e 3º, d'argento a due spighe di frumento, piantate sull'avvallamento di tre monti, il tutto d'oro (citato in (4) – Vol. III pag. 471) barca al naturale velata di argento - 2 giovinetti di carnagione tenentesi all'albero maestro su mare di argento ondato di azzurro su rosso - 2 spighe uscenti dai 2 avvallamenti tra i 3 monti al naturale di oro uscenti dalla partizione tutto su argento (citato in LEOM) Svolazzi: a sinistra d'argento e di rosso, a destra d'oro e d'azzurro Cimieri: su elmi torneari: un semivolo interzato in fascia, sopra d'azzurro a tre gigli d'oro, in mezzo d'oro a due gigli d'azzurro, sotto d'azzurro ad un giglio d'oro; il 2º d'un guerriero armato d'argento, impugnante una spada dello stesso, manicato d'oro, il guerriero coperto di un turbante piumato d'oro, di nero, di argento e di rosso; il 3º di un giovane nudo nascente, al naturale, tenente con la destra una colonna di rosso col capitello d'oro e colla sinistra un'ancora di nero Motto: Fides in calamitatibus clara |
|        | Giovanelli (Bolzano) aquila di nero coronata di oro su scudetto di oro su - barca a vela al naturale su mare di argento ondato di azzurro 2 giovinetti di carnagione afferrati all'albero della barca su rosso - 2 spighe di oro in palo uscenti da 3 monti al naturale di nero uscenti dalla partizione su argento (citato in LEOM) |
|        | Giovanelli (Venezia) (FR) Écartelé, aux 1 et 4, d'or, à l'aigle de sable, celle du 1 contournée, aux 2 et 3, de gueules, à un rivage de sinople, et une barque d'argent, montée par deux jeunes rameurs et voguante sur une mer d'azur (Giovanelli). A la croix pattée alésée d'argent, brochant sur les écartelures. (citato in JB Rietstap (archiviato dall'url originale il 7 febbraio 2021).) |
|        | Giovanelli (Venezia,Milano) (FR) Écartelé, aux 1 et 4, d'or, à l'aigle de sable, aux 2 et 3, de gueules, à une barque de sable avec sa voile d'argent, montée par deux jeunes rameurs et voguante sur une mer d'argent. (citato in JB Rietstap (archiviato dall'url originale il 7 febbraio 2021).) |
|        | Giovanetti o Giovannetti (Orta, San Giulio) 3 fasce di azzurro su argento - le prime 2 caricate di 3 stelle (5 raggi) di argento poste 1,2 (citato in LEOM) |
|        | Giovanetti o Giovannetti (Orta) 3 fasce di azzurro su argento - la prima caricata da una rosa di argento - la seconda da 2 stelle (5 raggi) di argento (citato in LEOM) |
|        | Giovanetti (Cesena) (la blasonatura non è stata ancora caricata) (citato in BLCW) Immagine in Blasone Cesenate. |
|        | Giovannelli (Firenze) Di..., a tre ramoscelli di..., nodriti ciascuno su una cima di un monte di tre cime di... alias Di..., a tre gigli di giardino di..., nodriti ciascuno su una cima di un monte di tre cime di... (citato in (15)) |
|        | Giovannelli o Giovannelli delle Ruote (Firenze) Di rosso, a tre sbarre d'azzurro, e all'albero di cipresso attraversante al naturale, nodrito sul terreno dello stesso ed avente il tronco infilato da due anelli d'oro (citato in (15)) (DE) In Rot 3 blaue Schräglinksbalken, überdeckt von 1 naturfarbenen Zypresse, diese am Stamm umringt von 2 silbernen Ringen (citato in (28)) |
|        | Giovannelli (Siena) D'azzurro, a due fasce diminuite d'oro, alternate a tre stelle a sei punte dello stesso alias D'azzurro, alla gemella in fascia d'oro, accompagnata da tre stelle a sei punte dello stesso, una in capo, una entro la gemella e una in punta (citato in (15)) |
|        | Giovannelli (Pesaro, Milano) di rosso all'aquila di argento tenente nel becco un ramoscello di olivo al naturale, rovesciato e posto in banda; accompagnato in capo da una stella d'oro si sei raggi (citato in (4) – Vol. III pag. 472) aquila di argento tenente nel becco un ramoscello di olivo al naturale posto in banda su rosso - stella (6 raggi) di oro in alto su rosso (citato in LEOM) |
|        | Giovannelli del Lion d'Oro (Firenze) D'azzurro, a due fasce d'oro alternate a cinque stelle a otto punte dello stesso, 1.3.1 (citato in (15)) |
|        | Giovannelli de' Pesci (Siena) D'azzurro, a due pesci guizzanti appuntati in palo d'argento (citato in (15)) |
|        | Giovanetti o Giovannetti (Orta, Novara) Titolo: nobili d'argento a tre fasce d'azzurro, la prima carica di una rosa, la seconda di due stelle del campo (citato in (4) – Vol. III pag. 471 e in (18)) alias D'argento, a tre fasce d'azzurro, la prima caricata di una stella d'argento, la seconda di due stelle dello stesso (citato in (18)) |
|        | Giovanetti (Torino) Titolo: consignori della Piè di Lirano D'azzurro allo scaglione, accompagnato da tre stelle scintillanti, il tutto d'oro Motto: De sursum nescia ludi (citato in (18)) |
|        | Giovanni (Firenze) Di rosso, al leopardo illeonito d'oro, con la coda bifida alias Di rosso, al leone d'oro, con la coda bifida alias Inquartato: nel 1º e 4º di rosso, al leone d'oro; nel 2º e 3º d'oro, allo scaglione d'azzurro accompagnato da tre branche d'orso di nero, 2.1 (citato in (15)) |
|        | Giovanni del Drago (Firenze) D'azzurro, all'albero al naturale nodrito su terreno dello stesso e addestrato da una borsa di rosso pendente da un suo ramo (citato in (15)) |
|        | Giovanni di Francesco (Siena) D'oro, alla fascia d'azzurro accompagnata da tre crocette pieficcate dello stesso, 2.1 (citato in (15)) |
|        | Giovannini (Reggio Emilia, Ciano d'Enza) troncato; nel 1º d'azzurro ad una mezzaluna montante di argento, sormontata da tre gigli d'oro, ordinati in fascia; nel 2º sbarrato di argento e di rosso (citato in (4) – Vol. III pag. 474) luna montante di argento sormontata da - 3 gigli di oro posti in fascia su azzurro - sbarrato di argento e di rosso (citato in LEOM) |
|        | Giovannini (Firenze, Arcidosso) troncato: nel 1º d'azzurro alla cometa d'oro ondeggiante in palo; nel 2º fasciato d'oro e di azzurro (citato in (4) – Vol. III pag. 475) cometa di oro posta in palo su azzurro - fasciato di oro e di azzurro (citato in LEOM) |
|        | Giovannini (Firenze) Troncato: nel 1º d'argento, a tre gigli d'oro ordinati fra i quattro pendenti di un lambello di rosso; nel 2º d'azzurro, al crescente montante d'argento (citato in (15)) |
|        | Giovannini (Siena) Troncato: nel 1º d'azzurro, alla cometa d'oro; nel 2º fasciato di sei pezzi dei due smalti (citato in (15)) |
|        | Giovannini (Siena) Losangato d'argento e di rosso, alla banda attraversante d'azzurro (citato in (15)) |
|        | Giovannini (Toscana) (DE) In Gold 1 silberner Löwe (citato in (28)) |
|        | Giovannini (Toscana) (DE) Blau-gold gespalten und schräggeteilt, in den goldenen Feldern je 1 liegender blauer Halbmond (citato in (28)) |
|        | Giovannini da Casole (Siena) Di..., allo scaglione di..., accompagnato da tre palle (o bisanti, o torte) di... (citato in (15)) |
|        | Giovannozzi (Firenze) Di..., a tre stelle a otto punte di..., 2.1, accompagnate in capo da tre gigli di..., ordinati fra i quattro pendenti di un lambello di... (o capo d'Angiò) (citato in (15)) |
|        | Giovene (Napoli) Titolo: duchi di Girasole di azzurro a due leoni affrontati e controrampanti ad un albero, il tutto al naturale (citato in (4) – Vol. III pag. 475 e in (19)) albero uscente dalla punta al naturale su azzurro affiancato da - 2 leoni controrampanti al naturale su azzurro (citato in LEOM) |
|        | Giovene (Molfetta) d'azzurro al pino al naturale, sostenuto da una campagna di verde, accostato da 2 leoni d'oro controrampanti e affrontati (citato in molfetta.net :: del Blasone :: introduzione all'Araldica (archiviato dall'url originale l'8 dicembre 2012).) |
|        | Giovene (Napoli) Titolo: duca di S. Angelo a Fasanella; marchese di Pietramelara d'azzurro ai due leoni affrontati e controrampanti ad un albero, il tutto al naturale alias d'azzurro all'albero sradicato al naturale sostenuto da due leoni d'oro controrampanti e affrontati (citato in (24)) Notizie storiche in Nobili napoletani. |
|        | Giovene (Tropea) d'azzurro con un albero al naturale tenuto da due leoni di oro controrampanti ed affrontati (citato in BLCL) Immagine e notizie storiche in Tropea Magazine. |
|        | Giovenone (Vercelli) Titolo: conti di Robella D'azzurro, alla testa di giovane biondo, di carnagione, in profilo, coronato di una ghirlanda di verde; con il capo d'oro, carico di un'aquila coronata, di nero (citato in (18)) |
|        | Giovino (Catanzaro) Inquartato: il 1° e 4° di rosso alla croce trifogliata d'argento accompagnata in capo da due stelle ad otto punte d'oro; il 2° e 3° d'azzurro al leone d'oro (citato in DAlena e in BLCL) |
|        | Giovio (Firenze) Inquartato: nel 1º e 4º d'oro, a tre palle di rosso, 1.2; nel 2º e 3º d'azzurro, all'ombra di sole d'oro caricata di un castello turrito di due pezzi al naturale, e alla bordura composta d'argento e di rosso; sul tutto d'oro, all'aquila dal volo abbassato di nero alias Inquartato: nel 1º e 4º d'azzurro, al castello turrito di due pezzi al naturale, fondato sul mare dello stesso movente dalla punta; nel 2º e 3º d'oro, a tre tortelli di rosso, 2.1, e alla bordura composta d'argento e di rosso; sul tutto d'oro, all'aquila dal volo spiegato di nero (citato in (15)) |
|        | Giovio (Como) aquila di nero coronata di oro su scudetto di oro su - castello (3 torri) di rosso su lago su azzurro - 3 palle di rosso poste 2,1 su oro - bordura composta di rosso e di argento (citato in LEOM) |
|        | Giovio (Como) aquila di nero coronata di oro su oro - castello a una torre di rosso su scudo ovale di oro bordato di oro e di azzurro su azzurro - leone rampante con le 4 zampe di rosso contro un ramo di verde curvato su oro - stella (5 raggi) di oro su fascia di rosso su palato (8 pezzi) di azzurro e di oro (citato in LEOM) |
|        | Giovio (Como) aquila di nero su scudetto di oro su - 3 palle di rosso su oro poste 1,2 - castello (2 torri) di argento su tondo merlato alla ghibellina di 10 pezzi di azzurro su argento - bordura incompleta composta di argento e di nero (citato in LEOM) |
|        | Giovo (Sicilia) diviso; nel 1° d'oro, con un'aquila spiegata di nero nascente dalla punta; nel 2° d'azzurro, con un ferro di cavallo d'oro (citato in (25)) Notizie storiche in Famiglie nobili di Sicilia. |
|        | Giovo (Ovada) D'azzurro, al giogo di nero; col capo d'oro, caricato di un'aquila nascente di nero (citato in (31)) |

### Gip
| Stemma | Casato e blasonatura |
| ------ | --- |
|        | Gipponieri o Cipponeri (Monte San Giuliano, Trapani) d'argento, al ramo di lauro (o landro ?)fogliato di verde (citato in (4) – Vol. III pag. 476 e in (25)) ramo di lauro fogliato di verde posto in palo su argento (citato in LEOM) Notizie storiche in Famiglie nobili di Sicilia. |

### Gir
| Stemma | Casato e blasonatura |
| ------ | --- |
|        | Giraferro (Trevi) (di ... alla sbarra di ..., accompagnata in capo da una stella (8) di ... e in punta da una lettera maiuscola G di ...) Notizie storiche nel sito della Associazione Pro Trevi. |
|        | Giraldi (Firenze) D'argento, al leone di nero, talvolta lampassato e armato di rosso, coronato d'oro (citato in (15)) leone rampante di nero armato e illuminato (con l'occhio di..) di rosso e coronato di oro su argento (citato in LEOM) (DE) In Silber 1 rotgezungter und rotbewehrter schwarzer Löwe, überhöht von 1 goldenen Krone (citato in (28)) (Immagine nella Raccolta stemmi Trippini (JPG).) |
|        | Giraldini (Mantova) Leone leopardito (citato in DAlena) |
|        | Girardi (Dolo) Titolo: conte di Meduna d'argento alla fascia di rosso, carica di tre stelle (6) del campo, accompagnata in capo da un grappoletto di tre ciliegie al naturale, il gambo all'ingiù ed in punta da un M gotica di rosso (citato in (4) – Vol. III pag. 476) 3 stelle (6 raggi) di argento su fascia di rosso su argento - 3 ciliegie di rosso poste a ventaglio su argento in alto - lettera M gotica di rosso in basso su argento (citato in LEOM) |
|        | Girardi (Venezia) (FR) De gueules, à la fasce d'argent, ch. d'une rose du champ et acc. de deux roses du second, 1 en chef et 1 en pointe. (citato in JB Rietstap (archiviato dall'url originale il 2 febbraio 2021).) |
|        | Girardo (Venezia) (FR) D'azur, à deux fasces d'or, acc. de trois quintefeuilles du même. (citato in JB Rietstap (archiviato dall'url originale il 2 febbraio 2021).) |
|        | Giraud Titolo: Conti, Nobili Girasole sostenuto da due cani controrampanti (citato in DAlena) |
|        | Giraud o Giraudi (Coarazze) Titolo: signori di Rocchetta del Varo; consignori di Sauze Inquartato, al 1° e 4° d'azzurro, alla stella (6) d'argento, al 2° e 3° d'oro, al leone d'azzurro alias Inquartato, al 1° e 4° d'azzurro, alla stella (6) d'argento, al 2° e 3° d'oro, al leone passante, d'azzurro, linguato di rosso (citato in (18)) |
|        | Giraud (Roma) (la blasonatura non è stata ancora caricata) (Immagine nell' Archivio Storico Capitolino (PDF) (archiviato dall'url originale il 4 marzo 2016).) |
|        | Giraudi o Giraudo (Roccavione, Borgo San Dalmazzo) di ..., alla banda di rosso, affiancata di sopra da un'aquila di ... spiegata, di sotto da un fiore di ... (citato in (27)) |
|        | Girelli o Girello (Biella) D'argento, a una ruota di rosso, mossa da un vento d'azzurro, e sostenuta da un palo dello stesso, posato sopra un monte di verde, di tre cime Motto: Donec requiescat (citato in (18)) |
|        | Girgenti o Agrigento (Sicilia) troncato, nel 1° d'azzurro, al castello d'argento sormontato da tre torri; nel 2° d'argento, a 3 fasce ondate d'azzurro (citato in Mango) |
|        | Giri di Osimo (Trevi) (la blasonatura non è stata ancora caricata) Notizie storiche nel sito della Associazione Pro Trevi. |
|        | Giribelli (Pistoia) Di rosso, alla fascia d'oro accostata da sei rose dello stesso, 3.3 (citato in (15)) |
|        | Girifalco (Sicilia) Titolo: barone di Comiso, Limina d'azzurro, al girifalco d'oro, tenente con gli artigli un ramo d'ulivo del suo colore (citato in Mango e in (25)) Corona di barone Motto: Alta peto Notizie storiche in Famiglie nobili di Sicilia. |
|        | Giriodi (Rossana, Costigliole Saluzzo, Torino, Benevagienna) Titolo: nobili dei conti di Monastero di Lanzo; nobili dei baroni di Costigliole Saluzzo d'azzurro alla banda scaglionata d'argento e di rosso; accompagnata da due stelle d'oro Motto: Oculi mei ad dominum (citato in (4) – Vol. III pag. 476 e in (18)) |
|        | Giriodi e Giriodi Panissera (Rossana, Costigliole Saluzzo, Torino, Genova, Modena) Titolo: conte di Monastero di Lanzo; barone di Costigliole Saluzzo; signore di Costigliole Saluzzo, Bardassano e Tondonito D'azzurro, alla banda scaglionata d'argento e di rosso, accompagnata da due stelle, d'oro (citato in (18) e in (27)) banda scaglionata di argento e di rosso su azzurro - 2 stelle (5 raggi) di oro poste in sbarra su azzurro (citato in LEOM) alias d'azzurro, alla banda cucita di rosso, caricata di tre scaglioni d'argento, accompagnata da due stelle d'argento (citato in (27)) alias Partito, di Giriodi e di Panissera (citato in (18)) Motto: Oculi mei ad dominum |
|        | Giriodi (Torino) banda scaglionata di argento e di rosso su azzurro - 2 stelle (5 raggi) di oro poste in sbarra su azzurro - 3 piante di granturco di oro su ristretto di oro su azzurro (citato in LEOM) |
|        | Giriodi (Torino) fascia di argento su troncato di rosso e di azzurro - stella (5 raggi) di oro in alto su rosso (citato in LEOM) |
|        | Giriodi (Torino) banda scaglionata di argento e di rosso su azzurro - 2 stelle (5 raggi) di oro poste in sbarra su scudetto di azzurro su - 3 bande di azzurro su oro - 3 piante di granturco su ristretto tutto di oro su azzurro (citato in LEOM) |
|        | Girolami d'argento, alla croce di Sant'Andrea di nero (citato in (6) – pag. 122) |
|        | Girolami (Firenze) d'argento, alla croce di Sant'Andrea di nero accompagnata in capo da una mitra d'oro (citato in (2) – pag. 366, in (4) - Vol. II pag. 567 e in DAlena) (DE) In Silber 1 schwarzes Schrägkreuz, oben bewinkelt von 1 silbernen Bischofsmütze, diese belegt mit 1 goldenen Kreuz und umschlossen von 1 goldenen Strahlenkranz (citato in (28)) (Immagine nella Raccolta stemmi Trippini (JPG).) |
|        | Girolami o Girolami di San Zanobi (Firenze) D'argento, alla croce di sant'Andrea di nero (citato in (15)) (DE) In Silber 1 schwarzes Schrägkreuz (citato in (28)) alias D'argento, alla croce di sant'Andrea di nero, accompagnata nel capo da una mitria del campo (citato in (15)) |
|        | Girolami (Firenze) troncato innestato nebuloso d'argento e di rosso di 5 pezzi (citato in (2) – pag. 378, in (6) - pag. 144 (troncato, nebuloso d'argento e di rosso) e in DAlena) |
|        | Girolami Carmignani (Ascoli Piceno) troncato: al 1º di azzurro al monte di 3 cime d'oro sormontato da una stella (6) di argento, con due rose al naturale fiorite e nodrite nei fianchi del monte; al 2º fasciato cucito di rosso e d'azzurro (citato in (4) – Vol. III pag. 477) monte a 3 cime di oro uscente dalla troncatura cimato da - 2 rose al naturale poste a V su azzurro - stella (6 raggi) di argento in alto su azzurro - fasciato di rosso e di azzurro (citato in LEOM) |
|        | Girolami del Chiaro o Girolami del Testa (Firenze) troncato innestato di argento di rosso (citato in LEOM) |
|        | Girolami della Tosse (Toscana) (DE) Gold-rot erniedrigt schräggeteilt im Wellenschnitt (citato in (28)) |
|        | Girolami del Testa (Firenze) Troncato ondato d'argento e di rosso (citato in (15)) (DE) Silber-rot im Wellenschnitt geteilt (citato in (28)) |
|        | Girolamo (Sicilia) d'oro, con una croce di s. Andrea di nero (citato in (25)) Notizie storiche in Famiglie nobili di Sicilia. |
|        | Gironcoli (Gorizia, Trieste, Conegliano) Titolo: nobile del S. R. I. col predicato di Steinbrunn inquartato: nel 1º e 4º d'azzurro alla fontana sorgente da un muro rotondo, il tutto la naturale; nel 2º e 3º di rosso alla bilancia in bilico d'oro, soprastante ad una spada d'acciaio coll'elsa d'oro, posta in banda (citato in (4) – Vol. III pag. 478) fontana di argento uscente da muro convesso uscente dalla partizione al naturale su azzurro - spada posta in banda di argento minicata di oro sormontata da - una bilancia di oro tutto su rosso (citato in LEOM) Cimiero: un cervo al naturale nascente                                                                      |
|        | Gironda (Napoli, Campobasso, Macerata) Titolo: principe di Canneto, marchese di Canneto, di San Lauro, patrizio di Bari di azzurro al leone d'oro (citato in (4) – Vol. III pag. 479, in DAlena e in (19)) leone rampante di oro su azzurro (citato in LEOM) Lo scudo posto in petto dell'aquila bicipite imperiale |
|        | Gironda (Catanzaro) D'azzurro alla fascia-palo d'oro sostenente un'aquila bicipite nascente di nero coronata d'oro su ambedue le teste, accompagnata in punta: nel 1° da un leone; nel 2° da tre gigli ben ordinati il tutto d'oro (citato in DAlena) d'azzurro alla fascia-palo d'oro sostenente un'aquila bicipite nascente di nero coronata d'oro su ambedue le teste, accompagnata in punta: nel 1º da un leone e nel 2º da tre gigli bene ordinati, il tutto d'oro (citato in BLCL) |

### Gis
| Stemma | Casato e blasonatura |
| ------ | --- |
|        | Gismondi (Palermo) Titolo: barone di Portaferrata; marchese di Camporeale troncato: nel 1º d'oro, alla rosa di rosso, fustata e fogliata di verde; nel 2º d'argento, al cuore di rosso, e la fascia d'azzurro attraversante sulla partizione (citato in (4) – Vol. III pag. 479, in (19), in Mango e in (25)) diviso; nel 1° d'oro, con una rosa di rosso fustata e fogliata di verde; nel 2° d'argento, con un cuore di rosso, ed una fascia d'azzurro, attraversante sul diviso (citato in (25)) fascia di azzurro su troncato di oro e di argento - rosa di rosso stelata e fogliata di verde su oro - cuore di rosso su argento (citato in LEOM) Corona di barone Notizie storiche in Famiglie nobili di Sicilia. Ulteriori notizie storiche in Famiglie nobili di Sicilia. |
|        | Gismondi (Nizzardo) Palato d'oro e di rosso, con il capo d'azzurro, carico di una stella d'oro (citato in (18)) |
|        | Giso (Molise) (la blasonatura non è stata ancora caricata) (citato in DAlena) |
|        | Gisulfo (Messina) Titolo: duca di Ossada D'azzurro a tre fasce doppiomerlate d'oro col capo d'argento, alla croce di rosso (citato in DAlena e in Mango) d'azzurro, con tre fasce contro doppio merlate d'oro, al capo d'argento, caricato da una croce di rosso (citato in (25)) Corona di duca Notizie storiche in Famiglie nobili di Sicilia. |

### Git
| Stemma | Casato e blasonatura                                                                                           |
| ------ | --- |
|        | Gittalebraccia (Pisa) Di verde, alla banda d'argento caricata di un leone leopardito di rosso (citato in (15)) |

### Giub
| Stemma | Casato e blasonatura |
| ------ | --- |
|        | Giubanigo (Venezia) (FR) Parti, au 1, d'argent, au lion d'or, au 2, fascé de gueules et d'argent. (citato in JB Rietstap (archiviato dall'url originale il 27 gennaio 2021).) |
|        | Giubbolesi (Firenze) Di..., al cervo saliente di..., e alla banda attraversante seminata di gigli d'oro (Francia) (citato in (15)) (DE) 1 Ziegenbock, überdeckt von 1 mit Lilien besäten Schrägbalken (citato in (28)) |
|        | Giubilei (Narni, Torino) d'azzurro al leone d'oro tenente nella destra una spiga di grano dello stesso accompagnata in capo da una cometa d'oro ondeggiante in palo (citato in (4) – Vol. III pag. 479) leone rampante di oro tenente tra le zampe anteriori una spiga dello stesso su azzurro - cometa di oro posta in palo in alto su azzurro (citato in LEOM) |

### Giud
| Stemma | Casato e blasonatura |
| ------ | --- |
|        | Giudi (Firenze) Di rosso, alla fascia d'argento (citato in (15)) (DE) In Rot 1 silberner Balken (citato in (28)) |
|        | Giudice (Abruzzo) (la blasonatura non è stata ancora caricata) (citato in DAlena) |
|        | Giudice (Tortona, Genova) Titolo: consignori di Lerma (?) Trinciato di rosso e d'azzurro, alla banda d'argento, attraversante sul tutto (citato in (18)) |
|        | Giudice di Genova (Sicilia) partito di rosso, e di azzurro, con una banda d'argento, attraversante sul partito; al capo d'oro, caricato da un'aquila nascente coronata di nero (citato in (25)) Notizie storiche in Famiglie nobili di Sicilia.                                                                                   |
|        | Giudice (Napoletano) (d'azzurro, a tre stelle (8) d'oro ordinate in fascia, accompagnate da un lambello di tre pendenti di nero posto in capo) (citato in (24)) |
|        | Giudice Caracciolo (Napoletano) Titolo: principe di Cellamare, Villa S. Maria, Leporano; duca di Giovinazzo, S. Elia, Terlizzi, Gesso; marchese di Alfedana trinciato di rosso e d'azzurro, alla banda d'argento sulla trinciatura (citato in (24)) Notizie storiche in Nobili napoletani.                                        |
|        | Giudici (Arezzo, Roma) di azzurro alla banda di argento caricata di armellini, attraversante un levriero rampante del medesimo collarinato di rosso (citato in (4) – Vol. III pag. 481) mosche di armellino di nero su banda di argento su - cane levriero rampante dello stesso collarinato di rosso su azzurro (citato in LEOM) |
|        | Giudici o De Giudici (Nizza, Ventimiglia) Titolo: consignori di Castelnuovo D'oro, alla banda d'azzurro, carica di tre gigli del campo (citato in (18)) |
|        | Giudici (Garessio) Troncato, al 1° di rosso, a tre gigli d'argento, al 2° d'azzurro, a due bastoni nodosi, d'oro, decussati, accantonati nei fianchi da due stelle, dello stesso Motto: Iuste et pie (citato in (18)) |
|        | Giudici (Velletri) 8 raggi di carbonchio pomati e gigliati troncati di rosso e di argento su troncato di argento e di rosso (citato in LEOM) |

### Giuf
| Stemma | Casato e blasonatura |
| ------ | --- |
|        | Giuffrè o Giufredi (Sicilia) d'oro, a due pali d'azzurro, e la banda dello stesso, attraversante sul tutto (citato in Mango)                                                       |
|        | Giuffrè (Sicilia, Reggio Calabria) d'azzurro, con due pali di oro, ed una banda del primo attraversante sul tutto (citato in (25)) Notizie storiche in Famiglie nobili di Sicilia. |

### Giug
| Stemma | Casato e blasonatura |
| ------ | --- |
|        | Giuganino (Carmagnola) D'azzurro, a quattro bande d'oro, ciascuna carica di una stella di rosso Motto: Tibe sidera sequar (citato in (18)) |
|        | Giuglaris o Juglaris Titolo: consignori di Castelnuovo Troncato, di rosso, allo scaglione d'argento, scorciato, accostato da tre rami di rosaio, al naturale; d'azzurro, alla torre d'argento uscente da un mare dello stesso, fluttuoso d'azzurro (citato in (18)) |
|        | Giugni (Firenze) troncato: a) d'oro pieno; b) di rosso a tre zoccoli di bue d'argento posti 2, 1 (citato in (4) – Vol. II pag. 297) (DE) Gold-rot geteilt, unten 3 silberne Pfoten, 2:1 gestellt (citato in (28)) (Immagine nella Raccolta stemmi Trippini (JPG).) |
|        | Giugni (Firenze) Di rosso, a tre zoccoli bovini d'argento, 2.1; e al capo d'oro alias Di rosso, a tre zampe bovine d'argento, 2.1; e al capo d'oro alias Troncato d'oro e di rosso, a tre zoccoli bovini d'argento, 2.1, posti nel secondo (citato in (15)) |
|        | Giugni troncato: nel primo d'oro pieno; nel secondo a 3 zampe bovine d'argento poste 2 e 1 (citato in (4) – Vol. III pag. 482) |
|        | Giugni o Giugni Conti (Toscana) (DE) 1 Kreuz (citato in (28)) |
|        | Giugni Canigiani de' Cerchi (Firenze) inquartato: al 1º e al 4º di argento al crescente montante d'azzurro sormontato da un lambello rosso a tre pendenti (Canigiani); al 2º e al 3º d'azzurro a tre cerchi d'oro posti 2 e 1, il primo dei quali ripieno di argento alla croce rossa (Cerchi); sul tutto, troncato: nel primo d'oro pieno; nel secondo (di rosso) a 3 zampe bovine d'argento poste 2 e 1 (Giugni) (citato in (4) – Vol. III pag. 482) scudetto troncato di oro e di rosso il rosso caricato di 3 zampe di bue di argento su - luna montante di azzurro sormontata da - lambello (3gocce) di rosso su argento - 3 cerchi di oro posti 2,1 di cui il primo riempito di argento e crociato di rosso sormontati da - lambello (4gocce) di rosso tutto su azzurro (citato in LEOM) |

### Giul
| Stemma | Casato e blasonatura |
| ------ | --- |
|        | Giuli (Pisa) partito ripartito: nel 1º d'oro pieno, nel 2º d'azzurro, nel 3º d'argento; al mastio murato di rosso, torricellato di un pezzo a destra, accostato in capo da una stella dello stesso, il tutto sulla ripartizione (citato in (2) – pag. 410 e in DAlena) oro pieno - castello a una torre sulla sinistra merlata alla guelfa di rosso su partito di azzurro e di argento - stella (8 raggi) di oro in alto su partito di azzurro e di argento (citato in LEOM) |
|        | Giuli (Firenze, Lorenzana) partito: nel 1º d'oro; nel 2º ripartito d'azzurro e d'argento. Al mastio murato di rosso, aperto e finestrato del campo, torricellato di un pezzo a destra, accompagnato in capo da una stella di 8 raggi d'oro sulla ripartizione (citato in (4) – Vol. III pag. 483) castello di rosso con una sola torre a sinistra su partito di oro e ripartito di azzurro e di argento - stella (8 raggi) di oro in alto a destra su ripartito di azzurro e di argento (citato in LEOM) |
|        | Giuli (Pisa) partito: nel 1º d'oro pieno; nel 2º troncato: d'azzurro e d'argento alla stella di rosso (6) sulla partizione, al mastio al naturale torricellato di un pezzo a destra e attraversante sul tutto (citato in (4) – Vol. III pag. 483) partito di oro pieno e semitroncato di azzurro e di argento - probabile torre o castello con una torre solo a sinistra - stella (6 raggi) di rosso probabilmente sulla troncatura (citato in LEOM) |
|        | Giuli (Siena) Partito: nel 1º troncato d'argento e d'azzurro, al sole attraversante d'oro; nel 2º sbarrato contromerlato d'oro e d'azzurro alias Partito: nel 1º partito: a/ d'oro, b/ partito d'azzurro e d'argento; al castello attraversante di rosso, aperto del campo, turrito di un pezzo a destra nel primo, e sormontato a sinistra da una stella a otto punte d'oro, attraversante nel secondo e nel terzo; nel 2º d'azzurro, alla cometa d'argento (citato in (15)) |
|        | Giulia (Tortona) Fasciato d'azzurro e d'oro (citato in (18)) |
|        | Giuliana o Giuliano o Juliana (Roma, Messina) d'azzurro, alla banda d'oro, caricata dal leone di rosso, e da due rose dello stesso all'estremità (citato in Mango) alias d'azzurro, con una banda d'argento, caricata da un leone di rosso, accompagnato da due rose dello stesso (citato in (25)) Notizie storiche in Famiglie nobili di Sicilia. |
|        | Giuliani (Pescia, Pisa) troncato di rosso e di azzurro al leone di oro rampante coronato dello stesso attraversante la partizione (citato in (4) – Vol. III pag. 484) Troncato di rosso e d'azzurro, al leone attraversante d'oro, coronato dello stesso (citato in (15)) leone rampante coronato di oro su troncato di rosso e di azzurro (citato in LEOM) Motto: Motus in fine velocior |
|        | Giuliani (Pontremoli) d'azzurro al leone d'oro fermo sopra un fascio littorio e sostenente una torre d'argento (citato in (4) – Vol. III pag. 484) D'azzurro, al leone leopardito (o fermo) d'oro sostenente una torre al naturale e sostenuto a sua volta da un fascio consolare dello stesso, posto orizzontalmente in punta (citato in (15)) leone di oro passante fermo sopra - un fascio littorio coricato al naturale sostenente sul dorso - una torre di argento tutto su azzurro (citato in LEOM) |
|        | Giuliani (Firenze) Di..., all'albero sradicato di... accostato al tronco da due stelle a otto punte di..., e al capo cucito d'Angiò (citato in (15)) |
|        | Giuliani (Firenze) Di..., a tre spighe stelate e fogliate di..., nodrite sulle tre cime di un monte di..., e avente ciascuna lo stelo attraversato da una stella a otto punte di... (citato in (15)) |
|        | Giuliani (Milano) troncato nel 1º campo di cielo, con un vascello all'antica, di tre alberi, ciascuno con la vela spiegata e crociata di rosso e col gagliardetto di rosso, vogante sul mare, con la prora diretta ad una torre, fondata a destra, sopra un promontorio roccioso, uscente dal fianco destro dello scudo; al secondo di rosso a tre fasce ondate di argento, ambedue gli scompartimenti racchiusi in una bordura d'argento e di rosso e col capo d'oro carico di un'aquila di nero coronata del campo, attraversante sopra la bordura Cimiero: l'aquila di nero, coronata d'oro, nascente (citato in (4) – Vol. III pag. 485) |
|        | Giuliani o Giuliano (Saluzzo) Di verde, a tre bande ondate, d'argento (citato in (18) e in (27)) |
|        | Giuliani (Toscana) (DE) In Blau 1 naturfarbener Laubbaum, am Stamm beidseitig begleitet von je 1 achtstrahligen goldenen Stern (citato in (28)) |
|        | Giuliani (Venezia) (FR) Coupé d'argent sur sinople. (citato in JB Rietstap (archiviato dall'url originale il 27 gennaio 2021).) |
|        | Giuliani (Toscana) (DE) In Rot 1 schwebender goldener Sechsberg, schräg und schräglinks besetzt mit je 1 silbernen Flügel und oben besetzt mit 1 oben silberstrahlenden silbernen Hochkreuz (citato in (28)) |
|        | Giuliani del Drago (Firenze) Troncato d'oro e d'azzurro, a tre palle d'argento, 2.1, poste nel secondo (citato in (15)) |
|        | Giuliano d'Antonio (Firenze) Di..., all'albero di..., nodrito su un monte di sei cime di..., e accostato al tronco da due stelle a otto punte di... (citato in (15)) |
|        | Giuliari Gianfilippi (Verona) Titoli: nobile, conte palatino d'argento a tre fasce d'azzurro, col leone di rosso coronato d'oro nascente dalla prima fascia e l'ultima accompagnata in punta da una stella (6) d'oro, cucita (citato in (4) – Vol. III pag. 484) 3 fasce di azzurro su argento - leone rampante nascente dalla prima fascia di rosso coronato di oro su argento - stella (6 raggi) di oro in punta su argento (citato in LEOM) Cimiero: la zampa di leone di rosso, armata d'oro uscente da un bracciale d'azzurro, carico di una stella (6) d'oro |
|        | Giulini (Lazzago (Como), Mannheim, Lubecca) troncato nel 1º campo di cielo, con un vascello all'antica, di tre alberi, ciascuno con la vela spiegata e crociata di rosso e col gagliardetto di rosso, vogante sul mare, con la prora diretta ad una torre, fondata a destra, sopra un promontorio roccioso, uscente dal fianco destro; al 2º di rosso a tre fasce ondate di argento; col capo d'oro carico di un'aquila di nero coronata del campo (citato in (4) – Vol. III pag. 486) veliero di 3 alberi ciascuno con vela spiegata di argento crociata di rosso e fioccati dello stesso su mare al naturale su azzurro - tale vascello diretto verso una torre a 2 palchi su promontorio roccioso tutto al naturale su azzurro - 3 fasce ondate di argento su rosso - capo d'Impero (citato in LEOM) |
|        | Giulini (Milano) veliero di 3 alberi ciascuno con vela spiegata di argento crociata di rosso e fioccati dello stesso su mare al naturale su azzurro - tale vascello diretto verso una torre a 2 palchi su promontorio roccioso tutto al naturale su azzurro - 3 fasce ondate di argento su rosso - bordura composta di argento e di rosso - capo d'Impero caricante la bordura (citato in LEOM) (la blasonatura non è stata ancora caricata) (Immagine nella Raccolta stemmi Topoguz.) |
|        | Giuly (Venezia) (FR) Tranché d'azur sur or, à un phéon démanché et renversé, la pointe en bas, brochant sur le tranché en bande, d'argent sur l'azur et d'azur sur l'or. (citato in JB Rietstap (archiviato dall'url originale il 27 gennaio 2021).) |

### Giun
| Stemma | Casato e blasonatura |
| ------ | --- |
|        | Giunchetti (Firenze) Di rosso, alla banda diminuita e abbassata d'azzurro, caricata di tre stelle a otto punte d'oro e sostenente un leone leopardito dello stesso, sormontato da tre gigli pure d'oro, ordinati fra i quattro pendenti di un lambello d'azzurro; il tutto accompagnato in punta da una pianta di giunco al naturale nodrita sulla riviera dello stesso (citato in (15)) |
|        | Giunipero (Riva di Chieri) troncato di rosso e di azzurro, alla fascia del secondo, carica di tre stelle d'oro, sulla partizione; al 1º all'aquila coronata, d'oro; al 2º al ginepro nodrito nella pianura al naturale (citato in (4) – Vol. III pag. 488) 3 stelle (5 raggi) di oro su fascia di azzurro su troncato di rosso e di azzurro - aquila coronata di oro su rosso - pianta di ginepro al naturale su terrazzo di verde su azzurro (citato in LEOM) |
|        | Giunipero o Ginepro (Robella, Savigliano) Titolo: signori di Corteranzo e Genevro o Genevri o Ginevri (Castelnuovo d'Asti) Titolo: consignori di Costigliole Saluzzo Troncato di rosso e di azzurro, alla fascia del secondo, carica di tre stelle d'oro, sulla partizione, il 1° all'aquila coronata, d'oro, il 2° al ginepro, nutrito nella pianura, al natural alias D'argento, al ginepro al naturale, nutrito nella pianura di verde, con il braccio vestito d'azzurro, tenente il tronco colla mano di carnagione alias D'argento, al ginepro al naturale, nutrito nella pianura di verde, con il capo d'oro, all'aquila coronata, di nero, sostenuto da una fascia d'azzurro, carica di tre stelle d'oro alias D'argento, al braccio vestito d'azzurro, tenente con la mano di carnagione un ramo di ginepro, di verde, con il capo d'oro, carico di un'aquila di nero Motto: Omni tempore virens (citato in (18)) |
|        | Giunta (Firenze) Di..., alla banda di..., accostata da due branche di leone di..., poste nel senso della pezza (citato in (15)) |
|        | Giunta (Pisa) Trinciato d'oro e di rosso, alla banda contromerlata d'argento passata sulla trinciatura (citato in (15)) |
|        | Giunta o Junta (Sicilia) trinciato: nel 1° di rosso, al giglio d'argento; nel 2° d'azzurro, alla testa di cavallo rivolta d'oro, movente dal lato destro della punta, con la banda d'oro, attraversante sul trinciato (citato in Mango) trinciato, nel 1° di rosso con un giglio d'argento; nel 2° d'azzurro, con testa di cavallo d'oro, rivoltata movente dal lato destro, della punta, ed una banda d'oro attraversante sul trinciato (citato in (25)) Notizie storiche in Famiglie nobili di Sicilia. |
|        | Giunta Bindi (Firenze) d'oro, alla testa di cinghiale di nero, rivolta d'argento (citato in (2) – pag. 141 e in DAlena) |
|        | Giunta Bindi (Firenze) D'oro, alla testa di cinghiale di nero, difesa d'argento (citato in (15)) (DE) In Gold 1 schwarzer Eberkopf mit silbernen Hauern (citato in (28)) |
|        | Giunti (Roma, Sangineto) Titolo: baroni d'oro troncato da una fascia di rosso; sopra un vaso di verde nel quale è nodrita una pianta di rose fiorita di tre pezzi al naturale posto sulla fascia; sotto una banda di rosso sostenente un leone al naturale illeopardito ed accompagnato in punta da una stella di sei raggi pure di rosso (citato in (4) – Vol. III pag. 488 e in (19)) fascia di rosso su oro - vaso di verde posto sulla fascia cimato da 3 rose di rosso stelate e fogliate di verde poste a ventaglio su oro - banda di rosso su oro in basso accompagnata da - leone passante al naturale sulla banda - stella (6 raggi) di rosso in basso a sinistra su oro (citato in LEOM) |
|        | Giunti (Colle) troncato: al 1º troncato di rosso, accompagnato nel cantone sinistro da una losanga d'argento caricata di un giglio di rosso; e d'argento; alla banda d'azzurro attraversante; al 2º d'azzurro ai sei monti d'oro sostenenti due spighe di grano moventi dalla punta dello stesso e sormontati da tre gigli d'oro ordinati in fascia e separati da quattro pendenti di un lambello di rosso (citato in (4) – Vol. III pag. 489) banda di azzurro su troncato di rosso e di argento - giglio di rosso su losanga di argento posta in alto a destra su rosso - monte a 6 cime di oro cimato da 2 spighe dello stesso inclinate all'esterno su azzurro - capo d'Angiò cucito (citato in LEOM) |
|        | Giunti (Castiglion Fiorentino) D'azzurro, alla fascia d'oro, accompagnata in capo da un bisante dello stesso, e in punta da un uccello (civetta) sorante di nero, sostenuto da un monte di tre cime d'oro (citato in (15)) |
|        | Giunti (Firenze, Prato) Troncato di rosso e d'argento, alla losanga del secondo nel primo, caricata di un giglio del campo (o scudetto di Firenze); e alla banda diminuita attraversante d'azzurro alias Partito: nel 1º troncato di rosso e d'argento, alla losanga del secondo nel primo, caricata di un giglio del campo, e alla banda diminuita di nero; nel 2º inquartato d'argento e di rosso, a due stelle a sei punte del primo nei due quarti del secondo, e sul tutto di rosso, seminato di gigli d'oro (scudetto di Prato); il 2º abbassato sotto il capo d'oro, caricato di tre palle, 1.2, l'una d'azzurro caricata di tre gigli d'oro, 1.2, e le due di rosso (citato in (15)) |
|        | Giunti (Toscana) (DE) In Blau 3 unten mit Sägezähnen besetzte silberne Schrägbalken (citato in (28)) |
|        | Giunti (Toscana) (DE) Geteilt und überdeckt von 1 blauen Schrägbalken, oben rot-silber überdeckt schräggeteilt und 1 mit 1 roten Lilie belegte silberne Scheibe in der Ortstelle, unten ledig silber (citato in (28)) |
|        | Giunti del Lion d'Oro (Firenze, Colle) Troncato: nel 1º troncato di rosso e d'argento, alla losanga del secondo nel primo caricata di un giglio del campo, e alla banda attraversante d'azzurro; nel 2º d'azzurro, al monte di sei cime d'oro, cimato da due spighe dello stesso e sormontato da tre gigli pure d'oro ordinati fra i quattro pendenti di un lambello di rosso (oppure capo d'Angiò) (citato in (15)) |
|        | Giunti del Nicchio (Firenze) Troncato d'azzurro e d'argento, alla stella a otto punte d'oro nel primo, sinistrata da una rotella d'argento caricata di un giglio di rosso (scudetto di Firenze), e alla banda attraversante di rosso (citato in (15)) |
|        | Giuntini (Forlì) d'oro, al leone di rosso e lo stambecco d'argento, affrontati, tenendosi insieme colle zampe anteriori uscenti da una pianura erbosa (citato in (2) – pag. 521 e in DAlena) |
|        | Giuntini (Firenze) di azzurro alla banda di argento caricata di tre rose di rosso (citato in (4) – Vol. III pag. 489) 3 rose di rosso su banda di argento su azzurro (citato in LEOM) (DE) In Blau 1 mit 3 roten Rosen belegter silberner Schrägbalken (citato in (28)) |
|        | Giuntini (Firenze) D'azzurro, alla banda d'argento caricata di tre rose di rosso alias D'argento, alla banda d'azzurro accompagnata da cinque rami di rosaio, fioriti, stelati e fogliati al naturale, 3.2 alias D'argento, alla fascia d'azzurro accompagnata da cinque rami di rosaio, fioriti, stelati e fogliati al naturale, 3.2 (citato in (15)) |
|        | Giuntini (Firenze) D'argento, a due scaglioni controappuntati d'azzurro, accantonati da quattro rose di rosso alias D'argento, alla croce di sant'Andrea d'azzurro, accantonata da quattro rose di rosso (citato in (15)) |
|        | Giuntori (Pescia) Di..., all'albero (quercia) di..., movente dalla punta, sostenente un uccello (ghiandaia) posato di... (citato in (15)) |

### Giuo
| Stemma | Casato e blasonatura |
| ------ | --- |
|        | Giuochi (Firenze) Palato di sei pezzi d'argento e di nero (citato in (15)) (DE) 5mal silber-schwarz gespalten (citato in (28)) |
|        | Giuochi (Toscana) (DE) 9mal silber-schwarz gespalten (citato in (28))                                                          |

### Giup
| Stemma | Casato e blasonatura |
| ------ | --- |
|        | Giuponi (Venezia) troncato di azzurro su azzurro - nel primo una giubba di oro uscente dalla troncatura - nel secondo 3 sbarre di oro (citato in LEOM)                                                                         |
|        | Giupponi (Val Brembana) Spaccato nel 1° di rosso, al giubbone d'argento, colle maniche corte; nel 2° di rosso, a tre sbarre d'argento (citato in Stemmi della Val Brembana (archiviato dall'url originale il 6 gennaio 2013).) |

### Giur
| Stemma | Casato e blasonatura |
| ------ | --- |
|        | Giuranna (Napoli, Umbriatico) Titolo: nobili d'azzurro diviso in quattro parti di tre filetti d'oro posti in fascia: carico delle lettere S, F, C; nel 2° di tre stelle ordinate; nel 3° di una luna montante; nel 4° di una cometa posta in fascia con la stella a sinistra, il tutto d'argento (citato in (19)) 3 filetti in fascia di oro su azzurro - lettere maiuscole di argento "S, F, C" - 3 stelle (5 raggi) di argento poste in fascia su azzurro - luna montante di argento su azzurro - cometa in fascia coda a sinistra di argento su azzurro (citato in LEOM) |
|        | Giurato o Iurato o Jurato (Messina, Palermo, Catania, Vizzini) di rosso, alla banda d'oro, caricata da tre rose del campo (citato in Mango) |
|        | Giurato (Sicilia) Titolo: barone di Monte di Sacra, Serravalle di rosso, con una sbarra d'oro (citato in (25)) sbarra di oro su rosso (citato in LEOM) Corona di barone Notizie storiche in Famiglie nobili di Sicilia. |
|        | Giurba (Messina) d'azzurro, alla crocetta patente d'oro, posta nel capo e un giglio dello stesso nella punta (citato in Mango) |
|        | Giuria (Savona, Roma, Torino) d'azzurro alla fascia d'oro caricata di un ramo di alloro di verde, fruttato di rosso, accompagnato in capo da 2 testuggini al naturale salienti verso i cantoni dello scudo ed in punta da un crescente rovesciato d'argento (citato in (4) – Vol. III pag. 490) ramo di alloro di verde fruttato di rosso su fascia di oro stelo a sinistra su azzurro - 2 testuggini al naturale salienti a forma di V su azzurro in alto - luna capovolta di argento su azzurro in basso (citato in LEOM) |
|        | Giuriceo (Dalmazia) troncato centrato d'azzurro e di rosso, alla fascia centrata d'oro, attraversante sulla partizione, l'azzurro caricato di un'aquila brunastra, rostrata, membrata e coronata d'oro, fissante un sole d'oro, posto nel canton destro del capo, il rosso caricato di un lauro d'argento, terrazzato di verde (citato in (10)) (FR) Coupé-voûté d'azur sur gueules, à la fasce voûtée d'or, brochant sur le coupé, l'azur chargé d'une aigle héraldique de couleur brunâtre, becquée, membrée et couronnée d'or, fixant un soleil d'or, posé au canton dextre du chef, le gueules ch. d'un laurier d'argent, terrassé de sinople. Casque couronné. (citato in (10)) |

### Gius
| Stemma | Casato e blasonatura |
| ------ | --- |
|        | Giuseppi (Empoli, Firenze) Di rosso, al volo abbassato d'argento, e al palo attraversante d'azzurro seminato di gigli d'oro e con la bordura composta di... e di... alias Di rosso, all'aquila dal volo abbassato d'argento, e al palo attraversante d'azzurro, seminato di gigli d'oro (citato in (15)) |
|        | Giuseppi Aldobrandini (Siena) Partito: nel 1º di..., al leone di...; nel 2º di..., a due pali di... (citato in (15)) |
|        | Giusi (Siena) Partito: nel 1º di..., al giglio di...; nel 2º di rosso, al leone d'argento alias Inquartato: nel 1º di rosso, al leone d'argento, coronato di...; nel 2º e 3º di vaio; nel 4º di rosso pieno (citato in (15)) |
|        | Giusiana d'oro a tre bande d'azzurro, cariche di quattro stelle (6) d'oro, ordinate, 2 sulla banda di mezzo ed una su cadauna banda laterale; col capo cucito d'oro, carico di un'aquila di nero, coronata del campo (citato in (4) – pag. 372) |
|        | Giusiana o Giussiana (Cuneo, Val Maira, Saluzzo, Torino) Titolo: conte di Primeglio e Schierano, San Giorgio (= Passatore, borgata di Cuneo); consignore di Cocconato, Collobiano troncato di oro all'aquila spiegata coronata di nero; e d'oro a tre bande d'azzurro caricate di quattro stelle (6) del campo; due nella banda di mezzo ed una per ciascuna delle laterali (citato in (4) – Vol. III pag. 491 e pag. 492, in (18) e in (27)) spaccato, nel 1º con un'aquila di nero coronata del medesimo, nel 2º a tre bande di azzurro, caricate da quattro stelle di sei raggi d'argento 1, 2 w 1 disposte (citato in (27)) aquila coronata di nero su oro - 3 bande di azzurro su oro caricate di 1,2,1 stelle (6 raggi) di oro (citato in LEOM) alias d'argento, alla banda d'azzurro, carica di tre stelle d'oro, accompagnata in capo da un'aquila spiegata di nero, coronata dello stesso, con la testa rivoltata (citato in (27)) Cimiero: aquila simile all'arma / un'aquila nera coronata posta in profilo, spiegante il volo a destra Motto: Pace et bello - Paci et bello |
|        | Giusiana (San Rocco Castagneretta, Torino) Titolo: nobili Troncato, al 1º d'oro all'aquila coronata, di nero, al 2º d'oro a tre bande d'azzurro, cariche di quattro stelle (6) del campo, due sulla banda di mezzo e una su ciascuna delle laterali (citato in (18)) |
|        | Giusiana (Cuneo, Torino) fascia di rosso su troncato di oro e di azzurro - aquila coronata di nero su oro - 3 gigli di oro su azzurro posti 2,1 - 3 bande di azzurro su oro caricate da 4 stelle (6 raggi) di oro poste 1,2,1 in banda - capo d'Impero (citato in LEOM) |
|        | Giusiani (Cremona) d'oro al giglio d'azzurro (citato in BLCR) Immagine in Blasonario Cremonese (archiviato dall'url originale il 5 marzo 2017). |
|        | Giusino o Gisino (Palermo, Vizzini) Titolo: barone di Biggeni, Grottacalda, Consorto, Casalgiordano; marchese di Manghisi;duca di Belsito d'azzurro, all'albero nodrito sulla pianura erbosa al naturale, sinistrato e sostenuto da un leoncino coronato d'oro, addestrato nell'angolo del capo da una cometa pure d'oro, posta in palo (citato in (4) – Vol. III pag. 492, in Mango e in (25)) di verde, con un leone d'oro, rampante contro un albero di pino al naturale nodrito in piano erboso, sormontato da una cometa d'oro ondeggiante in palo, posta nel cantone destro dello scudo (citato in (25)) albero al naturale su terrazzo dello stesso su azzurro affiancato a destra da - leone rampante coronato di oro tutto su azzurro - cometa di oro posta in palo nel canton sinistro del capo (citato in LEOM) Corona di duca Notizie storiche in Famiglie nobili di Sicilia. Ulteriori notizie storiche in Famiglie nobili di Sicilia. |
|        | Giusso (Napoli, Roma) Titolo: conte, duca di Galdo, marchese della Schiava, nobili dei duchi di azzurro alla spada d'argento guernita di oro, posta in palo, sostenente con la punta una bilancia del medesimo (citato in (4) – Vol. III pag. 493 e in (19)) d'azzurro, una spada d'argento sostenente una bilancia d'oro (citato in (24)) spada di argento posta in palo punta in alto guernita di oro sostenente con la punta - una bilancia dello stesso su azzurro (citato in LEOM) Notizie storiche in Nobili napoletani. |
|        | Giusta o Giusti (Ovada) D'azzurro, al destrocherio d'argento, vestito di rosso e tenente una bilancia di nero, accompagnato nel capo da una corona reale d'oro (citato in (31)) |
|        | Giusti (Colle di Val d'Elsa, Volterra, Firenze) d'azzurro, allo scaglione d'oro, sostenente due ricci passanti e affrontati al naturale, e accompagnato da due stelle a otto punte d'oro, una in capo e una in punta (citato in (15)) D'azzurro, allo scaglione d'oro, sostenente due ricci passanti e affrontati al naturale, e accompagnato da due stelle a otto punte d'oro, una in capo e una in punta (citato in (15)) |
|        | Giusti o Giusti di Colle o Giusti di Colle della Vipera (Toscana) (DE) In Blau 1 erniedrigter goldener Sparren, oben beidseitig besetzt mit 2 einwärtsgekehrten schreitenden goldenen Igeln und begleitet oben und unten von je 1 achtstrahligen goldenen Stern (citato in (28)) |
|        | Giusti o Giusti delle Ruote (Toscana) (DE) In Blau 1 erniedrigter goldener Sparren, oben beidseitig besetzt mit 2 einwärtsgekehrten schreitenden schwarzen Igeln und begleitet oben und unten von je 1 achtstrahligen goldenen Stern, das Ganze überhöht von 1 dreilätzigen goldenen Turnierkragen mit je 1 siebenstrahligen goldenen Stern zwischen den Lätzen (citato in (28)) |
|        | Giusti (Verona) inquartato: nel 1º e nel 4º d'oro, all'aquila di nero, artigliata, imbeccata e coronata del campo; nel 2º e nel 3º d'azzurro, alla testa di moro |
|        | Giusti (Milano) Titoli: conte d'azzurro al busto di un giovane biondo, al naturale (citato in (4) – Vol. III pag. 494) testa e collo di un giovane biondo di profilo al naturale su azzurro (citato in LEOM) Cimiero: dragone di verde, linguato di rosso, nascente |
|        | Giusti (Firenze) partito semitroncato: al primo, scaccato di verde e di argento; al secondo di verde alla sbarra d'argento; al terzo di verde alle due spade di argento poste in croce di S. Andrea (citato in (4) – Vol. III pag. 494) scaccato di verde e di argento - sbarra di argento su verde - 2 spade di argento incrociate punte in alto su verde (citato in LEOM) |
|        | Giusti (Fiesole) D'azzurro, allo scaglione di rosso sostenente due ricci (o porci) passanti e affrontati al naturale, e accompagnato da due stelle a otto punte, una in capo e una in punta (citato in (15)) |
|        | Giusti (Conegliano Veneto) Titoli: nobile troncato a scaglione, con lo scaglione d'oro sulla partizione; il 1º d'azzurro alla stella (6) d'oro; il 2º di rosso al semivolo di nero cucito (citato in (4) – Vol. III pag. 494) scaglione di oro su troncato in scaglione di azzurro e di rosso - stella (6 raggi) di oro su azzurro - ala destra spiegata di nero posta in palo su rosso (citato in LEOM) |
|        | Giusti (Massa di Lunigiana, Roma) inquartato: nel 1º e 4º d'oro all'aquila di nero, rostrata membrata e coronata del campo; nel 2º e 3º d'azzurro alla testa di moro al naturale Cimiero: un drago di verde nascente (citato in (4) – Vol. III pag. 494) |
|        | Giusti (Fiesole) Partito: nel 1º scaccato d'argento e di verde; nel 2º troncato: a/ di verde, alla sbarra d'argento; b/ pure di verde, a due spade alte decussate d'argento, guarnite d'oro (citato in (15)) |
|        | Giusti (Firenze) Di..., alla scala posta in banda di..., sormontata da un giglio di... (citato in (15)) |
|        | Giusti (Firenze) Di..., al delfino guizzante in palo di... (citato in (15)) |
|        | Giusti (Massa) Inquartato: nel 1º e 4º d'oro, all'aquila dal volo levato di nero, coronata e membrata del campo; nel 2º e 3º d'azzurro, alla testa di moro di nero (citato in (15) e in DAlena) |
|        | Giusti (Pistoia) Troncato: nel 1º d'argento, al gallo ardito al naturale, tenente con la zampa alzata una bilancia d'oro, e accompagnato da una stella a otto punte dello stesso posta nel cantone destro del capo; nel 2º fasciato di sei pezzi di rosso e d'argento (citato in (15)) |
|        | Giusti (Roma) aquila di nero coronata di oro su oro - testa di moro di profilo al naturale su azzurro (citato in LEOM) |
|        | Giusti del Giardino (Verona, Padova) Titoli: nobile, conte di Gazzo inquartato: nel 1º e 4º d'oro all'aquila di nero coronata e linguata del campo; al 2º e 3º d'azzurro al busto di un giovane biondo al naturale (citato in (4) – Vol. III pag. 495) aquila di nero coronata di oro su oro - testa e collo di un giovane biondo di profilo al naturale su azzurro (citato in LEOM) Cimiero: dragone di verde linguato di rosso, nascente Sostegni: un leopardo al naturale, seduto, tenente lo scudo dell'arma, dalla parte sinistra, col capo nascosto nell'elmo che cima lo scudo |
|        | Giusti delle Ruote (Firenze) D'azzurro, allo scaglione d'oro, sostenente due ricci passanti e affrontati di nero, e accompagnato da due stelle a otto punte d'oro, una in capo e una in punta; il tutto sormontato da due stelle a otto punte pure d'oro, ordinate fra i tre pendenti di un lambello dello stesso (citato in (15)) |
|        | Giustiani o Giustiniano (Messina, Palermo, Siracusa) di rosso, al mastio d'argento esagono, merlato alla guelfa, torricellato di tre pezzi merlati alla guelfa, quello di mezzo più alto e più tozzo; col capo d'oro, all'aquila nascente spiegata di nero, imbeccata e coronata d'oro (citato in Mango) di rosso, con un castello d'argento, sormontato da tre torri merlate di tre pezzi; al capo d'oro caricato da un'aquila nascente di nero (citato in (25)) Notizie storiche in Famiglie nobili di Sicilia. |
|        | Giustini (Arezzo) D'azzurro, al leone d'oro nascente da una mezza ruota di Santa Caterina dello stesso, talvolta con il capo cucito d'Angiò (citato in (15)) |
|        | Giustini (Pisa) Di..., al fanciullo nudo di carnagione, cavalcante un leone marinato di..., e tenente con la destra un compasso di... con le punte in alto (citato in (15)) |
|        | Giustini (Pistoia) D'azzurro, alla bilancia al naturale con i piatti d'oro, accompagnata in capo da un sole d'oro e in punta da un monte di quattro punte di verde (citato in (15)) |
|        | Giustini (Siena) Di..., a due alberi (olivi) sradicati decussati di... (citato in (15)) |
|        | Giustini (Città di Castello) 2 rami sfrondati posti in croce di Sant'Andrea di verde su argento (citato in LEOM) |
|        | Giustiniani (Genova, Napoli, Corsica) (stemma portato fino al 1413) di rosso al mastio d'argento esagonale, merlato alla guelfa, torricellato di tre pezzi, quella di mezzo più elevata e più tozza, aperto e finestrato nel campo (FR) de gueules au château d'argent hexagonal crénelé, donjonné de trois pièces, celle du milieu plus haute et plus trapue, ouvert et ajouré du champ (EN) Gules, an hexagonal castle Argent embattled with three turrets, the middle one higher and thicker, port and windows of the field |
|        | Giustiniani (Genova, Napoli, Corsica) Titolo: signori di Verolengo di rosso al mastio d'argento esagonale, merlato alla guelfa, torricellato di tre pezzi, quella di mezzo più elevata e più tozza, aperto e finestrato nel campo, col capo d'oro carico di un'aquila di nero coronata del campo uscente dalla partizione (FR) de gueules au château d'argent hexagonal crénelé, donjonné de trois pièces, celle du milieu plus haute et plus trapue, ouvert et ajouré du champ, au chef d'or chargé d'une aigle de sable couronnée du champ issant de la partition (EN) Gules, an hexagonal castle Argent embattled with three turrets, the middle one higher and thicker, port and windows of the field, in chief Or, an eagle Sable crowned of the field issuant from partition (citato in (18)) |
|        | Giustiniani (Genova, Roma, Firenze, Livorno, Ferrara, Savona, Smirne) di rosso al castello d'argento di 3 torri, esagonale; col capo d'oro carico di un'aquila coronata di nero uscente dalla partizione (citato in (4) – Vol. III pag. 495) castello a 3 torri la centrale più alta esagonale di argento su rosso - aquila nascente dalla partizione coronata di oro su oro in capo (citato in LEOM) |
|        | Giustiniani (Genova, Roma, Firenze, Livorno, Ferrara, Smirne) castello esagonale di argento torricellato di 3 pezzi tutto merlato alla guelfa su mare di azzurro ondato di argento su rosso - aquila coronata di nero su oro in capo (citato in LEOM) |
|        | Giustiniani (Genova) di rosso alla torre esagona, torricellata di tre pezzi d'argento, quello di mezzo più alto, il tutto merlato alla guelfa e terrazzato di verde col capo d'oro carico di un'aquila di nero, nascente coronata d'oro (citato in (4) – Vol. III pag. 498) castello a 3 torri la centrale più alta esagonale di argento su terrazzo di verde su rosso - aquila nascente dalla partizione di nero coronata di oro su oro in capo (citato in LEOM) |
|        | Giustiniani (Venezia Padova) Conti, Baroni (per successione Massa) di rosso, all'aquila bicipite d'oro, coronata dello stesso, caricata in cuore da uno scudetto d'azzurro, alla fascia del secondo (citato in (3) anche partito con stemma Massa d'azzurro ai tre monti d'oro all'italiana, moventi dalla punta, sostenenti un leone dello stesso lampasso di rosso, tenente fra le branche una mazza ferrata, accompagnato in capo da una croce di rosso bordata d'oro e accostata da due stelle (8) dello stesso (arma antica de Massa) cimiero: un leone nascente |
|        | Giustiniani (Vittorio Veneto) Titoli: nobile di rosso all'aquila bicipite d'oro, coronata sulle due teste dello stesso, carica sul petto di uno scudetto di azzurro alla fascia d'oro (citato in (4) – Vol. III pag. 501) |
|        | Giustiniani di rosso, all'aquila bicipite spiegata d'oro, coronata dello stesso, caricata nel cuore da uno scudetto di rosso, alla fascia d'oro (citato in (6) – pag. 146) |
|        | Giustiniani d'oro all'aquila di nero, bicipite, coronata sulle due teste ed armata del campo (citato in (4) – Vol. III pag. 575) |
|        | Giustiniani (Cesena) (la blasonatura non è stata ancora caricata) (citato in BLCW) Immagine in Blasone Cesenate. |
|        | Giustiniani Bandini (Roma, Fiastra) interzato in palo: al 1º di rosso alla torre esagona torricellata di tre pezzi d'argento quello di mezzo più alto, il tutto merlato alla guelfa e terrazzato di verde, col capo d'oro caricato di un'aquila nascente di nero, coronata d'oro (Giustiniani), al 2º troncato sopra d'argento alla croce di rosso, sotto di rosso a due bande d'argento (Bandini); al 3º troncato, sopra di rosso alla banda d'argento caricata di un grillo nero posto in banda (Grillo); sotto: d'argento alla banda di rosso accompagnata di tre garofani al naturale due in capo e uno in punta (citato in (4) – Vol. III pag. 498) castello a 3 torri la centrale più alta esagonale di argento su terrazzo di verde su rosso - aquila nascente dalla partizione di nero coronata di oro su oro in capo - croce di rosso su argento - grillo visto di dorso di nero su banda di argento su rosso - 2 bande di argento su rosso - banda di rosso accompagnata da 3 fiori garofani al naturale posti 2,1 su argento (citato in LEOM) alias partito di due e troncato: nel 1º bandato d'argento e di rosso, col capo del secondo carico di una croce del primo (Bandini); nel 2º di rosso al castello di 3 torri al naturale col capo d'oro carico di un'aquila di nero, linguata di rosso, coronata del campo (Giustiniani); nel 3º d'oro al leone di nero linguato di rosso (Mahony); nel 4º scaccato d'oro e d'azzurro alla fascia di rosso (Clifford)nel 5º d'argento alla banda di rosso carica di un'ancora del campo ed accompagnata da tre fiori di garofani al naturale gambuti, 2-1, con la doppia orlata di verde, gigliata e controgigliata d'oro (Levingstone); nel 6º di rosso alla banda d'argento carica di un grillo di nero (Grillo) (citato in (4) – Vol. III pag. 498) bandato di argento e di rosso - croce di argento su rosso in capo - castello a 3 torri al naturale su rosso - aquila di nero coronata di oro su oro in capo - leone rampante di nero su oro - fascia di rosso su scaccato di oro e di azzurro - ancora di argento su banda di rosso accompagnata da - 3 fiori di garofano posti 2,1 su argento con doppia cinta di verde gigliata e controgigliata di oro - grillo di nero visto di dorso su banda di argento su rosso (citato in LEOM) Cimiero: una testa di moro attortigliata d'argento e di rosso Sostegni: a destra un uomo selvatico, a sinistra un cavallo bianco imbrigliato e sellato di rosso, spaventato Motto: Laus - Deo; Si je puis |
|        | Giustiniani Cavalli Barbarigo o Zustiniani Cavalli Barbarigo (Roma, Fiastra) fascia di oro su scudetto di azzurro su - aquila bicipite coronata su ambo le teste di oro su rosso (citato in LEOM) |
|        | Giustiniani dei Vescovi o Zustinian dei vescovi e Giustiniani Lollin o Zustinian Lollin Titoli: N.U.N.D., patrizio veneto di rosso all'aquila bicipite, d'oro, coronata sulle due teste dello stesso, carica sul petto di uno scudetto di azzurro alla fascia d'oro (citato in (4) – Vol. III pag. 500) |
|        | Giustiniani Recanati o Zustinian o Giustiniani Lollin o Giustiniani dei Vescovi (Venezia) Titoli: N. U. N. D., patrizio veneto, conte dell'I. A. di rosso all'aquila bicipite, d'oro, coronata sulle due teste dello stesso, carica sul petto di uno scudetto di azzurro alla fascia d'oro (citato in (4) – Vol. III pag. 499) fascia di oro su scudetto di azzurro su - aquila bicipite coronata su ambo le teste di oro su rosso (citato in LEOM) Cimiero: l'aquila, bicipite dello scudo e l'angelo vestito di bianco, diademato d'oro, sollevante in alto la mano destra e tenente nella sinistra un ramo di giglio da giardino |
|        | Giusto (Ravello) D'azzurro all'albero nutrito al naturale e sinistrato da un leone d'oro, che imbrandisce una spada d'argento in banda, come per colpire e dividere (citato in DAlena e in Chiese di Ravello.) |

### Giv
| Stemma | Casato e blasonatura                                                                             |
| ------ | ------------------------------------------------------------------------------------------------ |
|        | Givoli (Firenze) Di..., all'albero di..., nodrito su un monte di sei cime di... (citato in (15)) |

### Giz
| Stemma | Casato e blasonatura |
| ------ | --- |
|        | Gizzi (Ceccano, Roma) tagliato da una sbarra di verde: nel 1º d'azzurro al sole d'oro; nel 2º d'argento alla colomba ferma sul terreno e rivoltata verso un palmizio nodrito a sinistra nel terreno stesso, il tutto al naturale (citato in (4) – Vol. III pag. 501) sbarra di verde su tagliato di azzurro e di argento - sole raggiante di oro su azzurro - colomba (uccello) di argento rivolta verso - albero di palma su terrazzo tutto al naturale su argento (citato in LEOM) alias tagliato d'azzurro e d'argento da una sbarra di rosso accompagnata in capo dal sole d'oro ed in punta da un palmizio, nodrito nel terreno verdeggiante, addestrato da un pavone rivolto, il tutto al naturale (citato in (4) – Vol. III pag. 501) sbarra di rosso su tagliato di azzurro e di argento - sole raggiante di oro su azzurro - pavone di profilo rivolto contro un albero di palma su terrazzo tutto al naturale su argento (citato in LEOM) |
|        | Gizzi (Ceccano, Roma) sbarra di verde su tagliato di azzurro e di argento - sole raggiante di oro su azzurro - colomba (uccello) di argento rivolta verso - albero di palma su terrazzo tutto al naturale su argento (citato in LEOM) |
|        | Gizzio (Molise) (la blasonatura non è stata ancora caricata) (citato in DAlena) |